# Geografia della Cina

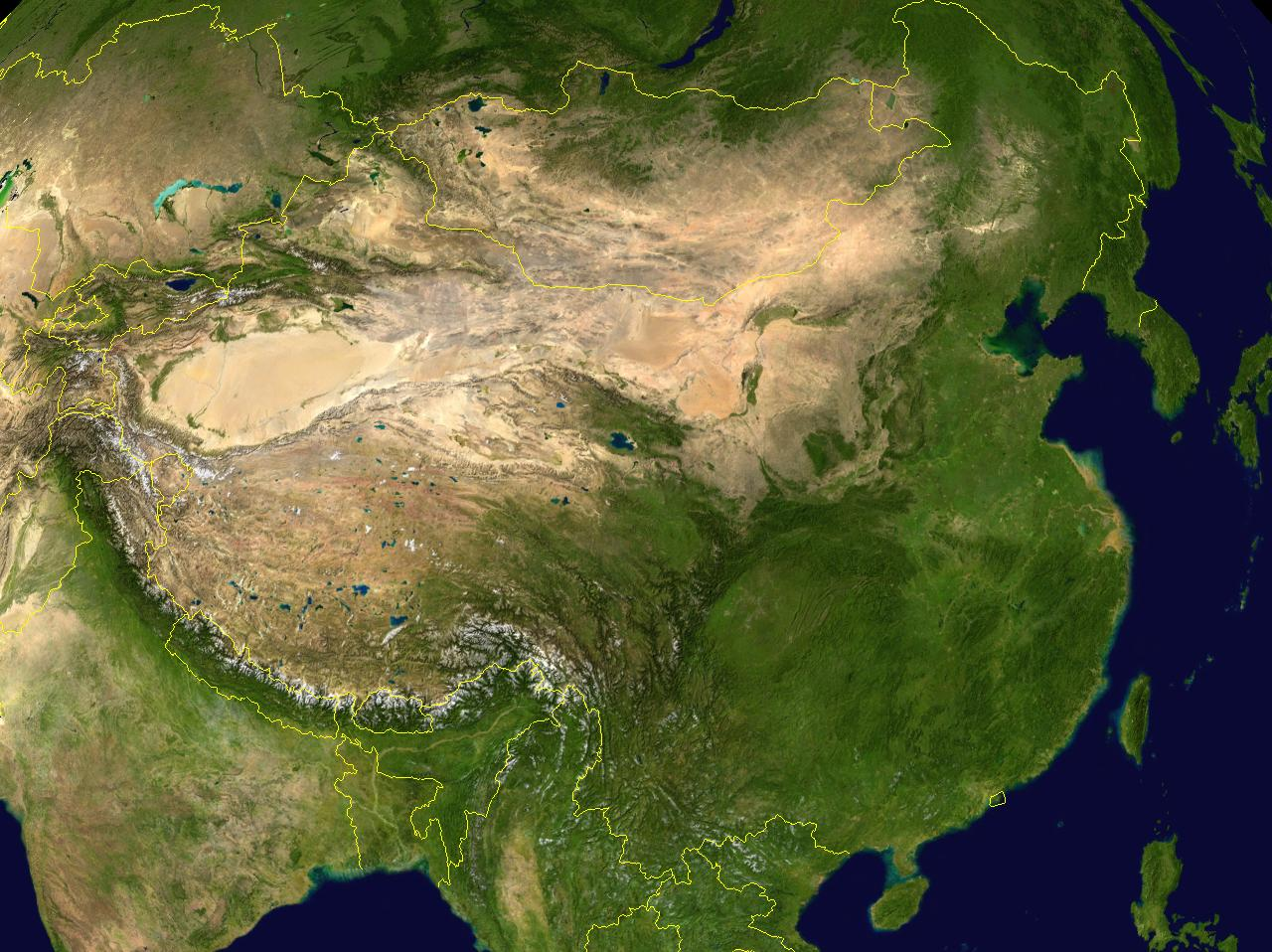
Immagine satellitare della Cina.

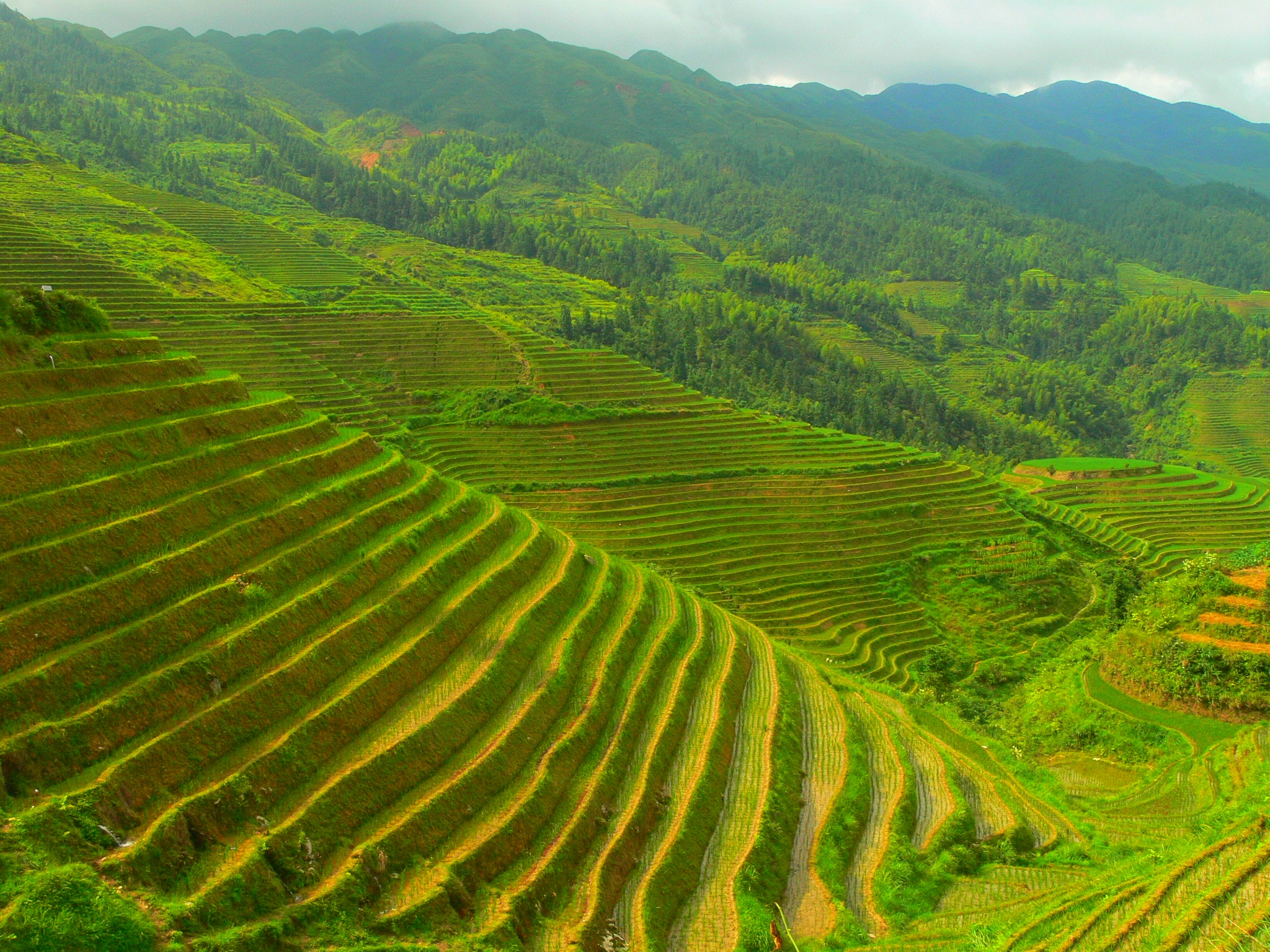
I terrazzamenti di Longsheng.

Il fiume Li nel Guangxi.

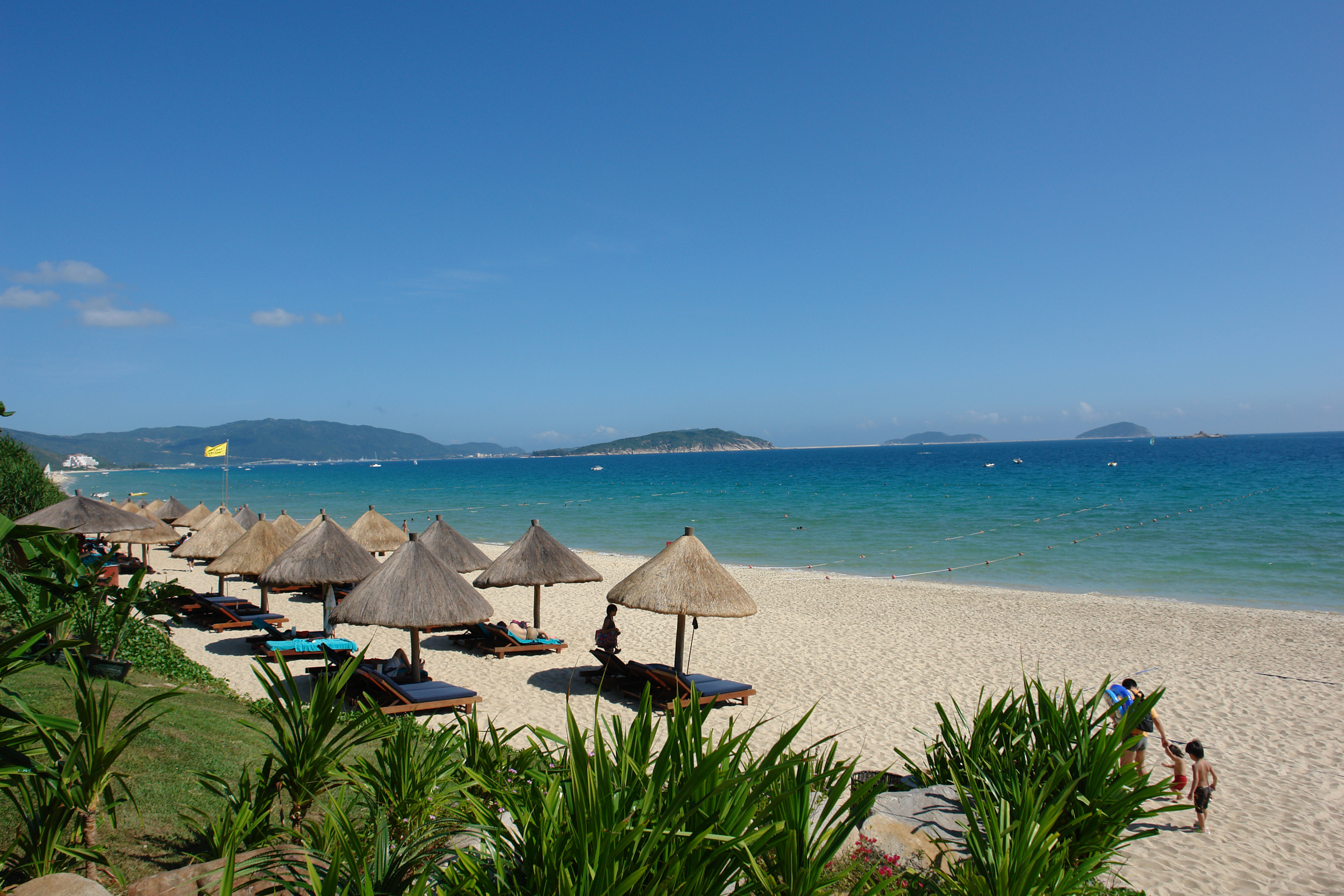
Il mar Cinese Meridionale ad Hainan.

La Cina si estende per circa 5250 km da est a ovest e per 5500 km da nord a sud. I suoi confini terrestri misurano circa 20000 km di lunghezza, mentre la linea costiera si sviluppa per circa 14000 km.
Il Paese confina con la Mongolia a nord; con Russia e Corea del Nord a nord-est; con il mar Giallo e il mar Cinese Orientale a est; con il mar Cinese Meridionale a sud-est; con Vietnam, Laos, Birmania (Myanmar), India, Bhutan e Nepal a sud; con il Pakistan a sud-ovest; e con Afghanistan, Tagikistan, Kirghizistan e Kazakistan a ovest.
Oltre a questi 14 Paesi con cui confina direttamente, la Cina fronteggia anche la Corea del Sud e il Giappone, al di là del mar Giallo, e le Filippine, al di là del mar Cinese Meridionale.

## Morfologia
In linea di massima si può affermare che il rilievo della Cina è elevato a ovest e basso a est; di conseguenza, la direzione del corso dei fiumi principali è generalmente verso est. La superficie può essere suddivisa in tre gradini, o livelli.
Il primo livello è rappresentato dall'altopiano del Tibet, situato entro i confini sia della regione autonoma del Tibet sia della provincia del Qinghai e che, con un'altitudine media ben oltre i 4000 m sul livello del mare, è la regione di altopiano più elevata del mondo. La parte occidentale di questa regione, il Qiangtang, ha un'altitudine media di 5000 m ed è conosciuta come il «tetto del mondo».
Il secondo gradino è situato a nord dei monti Kunlun e Qilian e, più a sud, a est dei monti Qionglai e Daliang. Qui le montagne scendono bruscamente fino ad altitudini comprese tra i 1800 m e i 900 m, di modo che una serie di bacini si frappone agli altopiani. Questo gradino comprende l'altopiano della Mongolia, il bacino del Tarim, l'altopiano del Loess (il loess è una polvere grigio-giallastra depositata dal vento), il bacino del Sichuan e l'altopiano Yunnan-Guizhou (Yungui).
Il terzo gradino si estende tra i monti Dalou, Taihang e Wu, il perimetro orientale dell'altopiano Yunnan-Guizhou e il mar Cinese. Quasi interamente, quest'area è costituita da colline e pianure poste al di sotto dei 450 m.
La caratteristica più notevole del rilievo della Cina è la vasta estensione delle sue catene montuose; esse hanno esercitato una grande influenza sullo sviluppo politico, economico e culturale del Paese. Approssimativamente, circa un terzo della superficie totale della Cina è costituito da montagne. La Cina ospita la montagna più alta del mondo e l'altopiano più elevato e più vasto, oltre a possedere estese pianure costiere. Le cinque principali forme del territorio – montagna, altopiano, collina, pianura e bacino – sono tutte ben rappresentate. Il complesso ambiente naturale della Cina e le sue ricche risorse sono strettamente legati alla varietà del suo rilievo.
La topografia cinese è caratterizzata da molti estremi. Il monte Everest (Qomolangma Feng), situato al confine tra Cina e Nepal, è la vetta più alta del mondo, con i suoi 8850 m di quota. Al contrario, la parte più bassa della depressione di Turfan, nella regione autonoma uigura dello Xinjiang – il lago Ayding – si trova a 155 m sotto il livello del mare. Le coste della Cina contrastano nettamente tra sud e nord: a sud della baia di Hangzhou la costa è rocciosa e frastagliata, con molte insenature e isole al largo; a nord, tranne che lungo le penisole dello Shandong e del Liaodong, la costa è sabbiosa e piatta.
Gran parte del territorio è soggetto a intensa attività sismica. La causa principale di questa instabilità geologica è il costante spostamento verso nord della placca tettonica indiana sotto l'Asia meridionale, che ha sollevato le montagne torreggianti e gli elevati altopiani del sud-ovest della Cina. Nel corso della storia il Paese è stato colpito da centinaia di terremoti devastanti, con milioni di vittime complessive. Nel solo XX secolo, due di essi – nella parte orientale della provincia del Gansu (1920) e a Tangshan, nella parte orientale della provincia dello Hebei (1976) – causarono ognuno circa 250000 morti, mentre un sisma nella parte centro-orientale della provincia del Sichuan provocò decine di migliaia di vittime e devastò un'ampia area.
Il rilievo fisico della Cina ha influenzato in modo determinante lo sviluppo del Paese. La civiltà dei cinesi Han ebbe origine nella parte meridionale dell'altopiano del Loess, per poi espandersi fino a incontrare una serie di barriere morfologiche e climatiche. Il lungo corridoio protundente, noto come corridoio del Gansu (o di Hexi), ne è un esempio. A sud di esso si trova l'altopiano del Tibet, troppo elevato e freddo per insediamenti stabili; a nord si estende il deserto del Gobi, anch'esso barriera naturale. Di conseguenza, la civiltà cinese si diffuse lungo il corridoio, dove lo scioglimento delle nevi e dei ghiacciai dei monti Qilian forniva acqua per le oasi. Le estremità più occidentali del corridoio diventarono un punto di contatto tra Oriente e Occidente.
Per lungo tempo l'antico centro politico della Cina rimase il corso inferiore del Fiume Giallo (Huang He). Le barriere topografiche resero però difficile per il governo centrale ottenere il controllo dell'intero territorio, tranne nei periodi in cui una dinastia particolarmente forte era al potere. In più epoche, il bacino del Sichuan – un'ampia regione della Cina sud-occidentale, grande circa il doppio della Scozia, protetta da alte montagne e autosufficiente dal punto di vista agricolo – divenne un regno indipendente. Una situazione simile si verificò spesso nel bacino del Tarim, nel nord-ovest, collegato al resto della Cina unicamente dal corridoio del Gansu; quando il governo centrale perdeva il controllo, vi si formavano stati-oasi indipendenti. Solo tre grandi dinastie – gli Han (206 a.C.-220 d.C.), i Tang (618-907 d.C.) e i Qing o Manciù (1644-1911/12) – riuscirono a esercitare un controllo stabile sulla regione.
Tralasciando le tre zone altitudinali sopra menzionate, la Cina può essere suddivisa – sulla base delle strutture geologiche, delle condizioni climatiche e delle differenze nello sviluppo geomorfologico – in tre principali regioni topografiche: orientale, nord-occidentale e sud-occidentale. La zona orientale è stata modellata dai fiumi, che hanno eroso il paesaggio in alcune parti e depositato pianure alluvionali in altre; il suo clima è monsonico, caratterizzato da venti stagionali apportatori di pioggia. La regione nord-occidentale è arida ed erosa dal vento e costituisce un bacino idrografico endoreico. Il sud-ovest è una regione fredda, elevata e montuosa, che comprende altopiani intermontani e laghi interni.
Le tre regioni principali possono a loro volta essere suddivise in suddivisioni geografiche di secondo ordine: la regione orientale ne conta 10, la sud-occidentale 2 e la nord-occidentale 3.

### La regione orientale

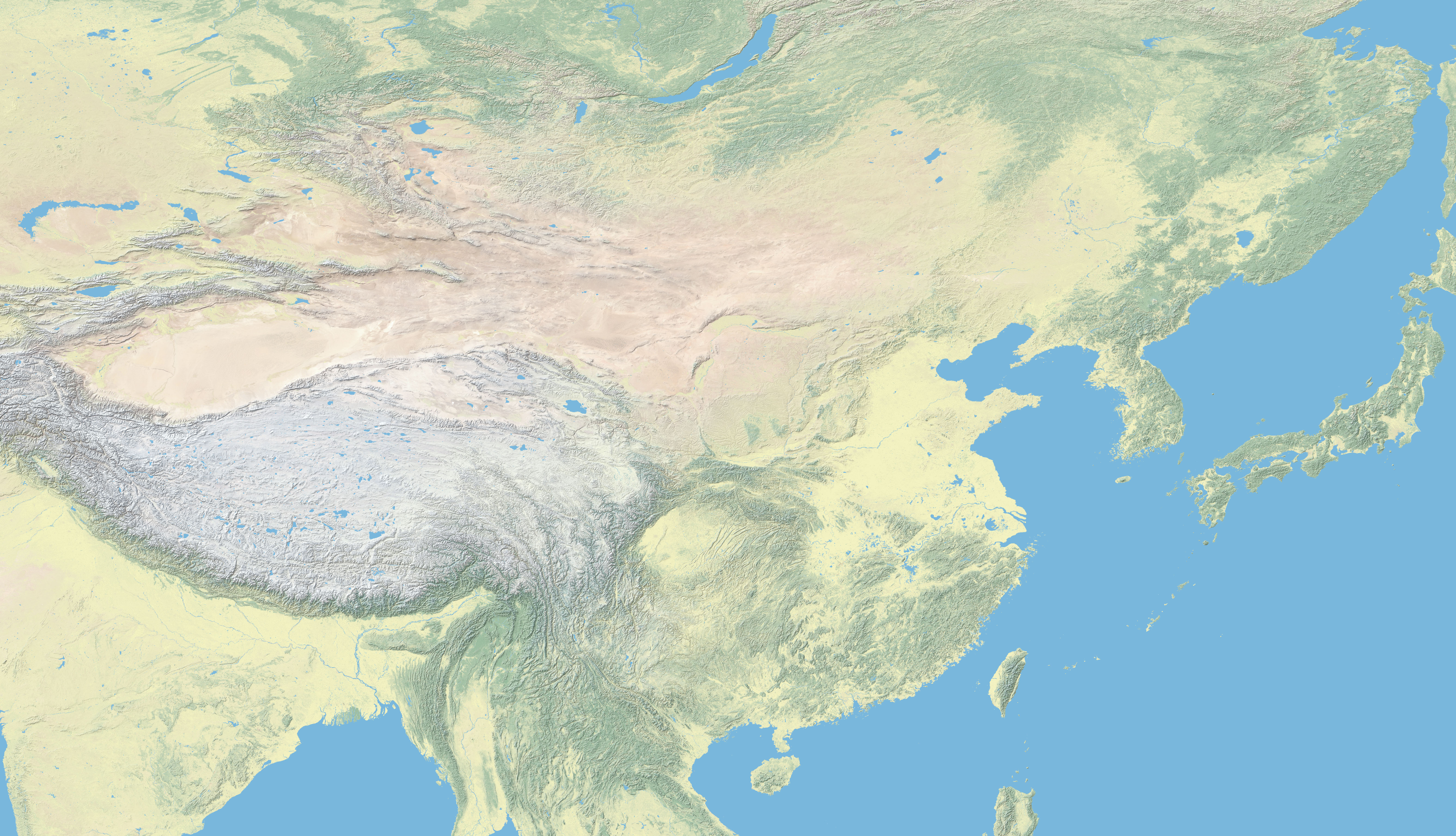
Mappa topografica della Cina.

#### La pianura del Nord-est
La pianura della Cina nord-orientale (nota anche come pianura della Manciuria o pianura Sung-Liao) è situata nel nord-est della Cina, nella regione un tempo conosciuta come Manciuria. Confina a ovest e a nord con i monti Da Hinggan (Grande Khingan) e a est con i monti Xiao Hinggan (Piccolo Khingan).
Si tratta di una pianura ondulata, suddivisa in due parti – settentrionale e meridionale – da una bassa catena di colline alte 150-260 m. La sezione settentrionale è attraversata dal fiume Sungari e dai suoi affluenti, mentre quella meridionale è solcata dal fiume Liao. Gran parte dell'area è costituita da una superficie di erosione, piuttosto che di deposizione, ma è coperta da un suolo profondo e fertile.
La pianura occupa un'area di circa 350000 km². I suoi suoi principali tipi di terreno sono di foresta-steppa, steppa, prato-steppa e aree coltivate; i suoli, ricchi e neri, ne fanno una rinomata regione agricola. Le valli fluviali sono ampie e pianeggianti, caratterizzate da una serie di terrazze formate da depositi di limo. Durante la stagione delle piene, i fiumi possono inondare vaste aree.

#### I monti Changbai
A sud-est della pianura della Cina nord-orientale si estende è una serie di catene montuose costituita dai monti Changbai, Zhangguangcai e Wanda, noti collettivamente in cinese come Changbai Shan («Monti Sempre Bianchi»). Interrotte da occasionali valli aperte, queste montagne raggiungono per lo più altitudini comprese tra 450 e 900 m; in alcuni tratti il paesaggio è caratterizzato da vette accidentate e rupi a strapiombo.
La vetta più elevata è il cono vulcanico del monte Baitou (2744 m), che ospita un suggestivo lago craterico e presenta la sommità perennemente innevata. La regione, una delle maggiori aree forestali della Cina, è rinomata per la produzione di pellicce pregiate e di erbe medicinali di grande valore. L'attività agricola è generalmente limitata ai fondovalle.

#### La pianura della Cina del Nord
Di dimensioni paragonabili a quelle della pianura della Cina nord-orientale, gran parte della pianura della Cina del Nord si trova a un'altitudine inferiore ai 50 m e presenta un rilievo uniformemente pianeggiante. È stata formata dagli enormi depositi sedimentari trasportati dal Fiume Giallo e dal fiume Huai dall'altopiano del Loess; i soli depositi quaternari (cioè risalenti agli ultimi 2,6 milioni di anni) raggiungono uno spessore compreso tra 760 e 900 m.
I canali fluviali, situati a quota più elevata rispetto al terreno circostante, formano spartiacque locali; nelle aree comprese tra i vari canali si trovano depressioni che ospitano laghi e paludi. Nelle zone particolarmente basse e pianeggianti, lo strato di acque sotterranee si trova spesso a una profondità di 1,5-2 m, favorendo la formazione di prati paludosi e, in alcuni luoghi, di suoli fortemente salini.
Regione densamente popolata e sede di antichi insediamenti, la pianura della Cina del Nord è l'area più intensamente coltivata dell'intero Paese.

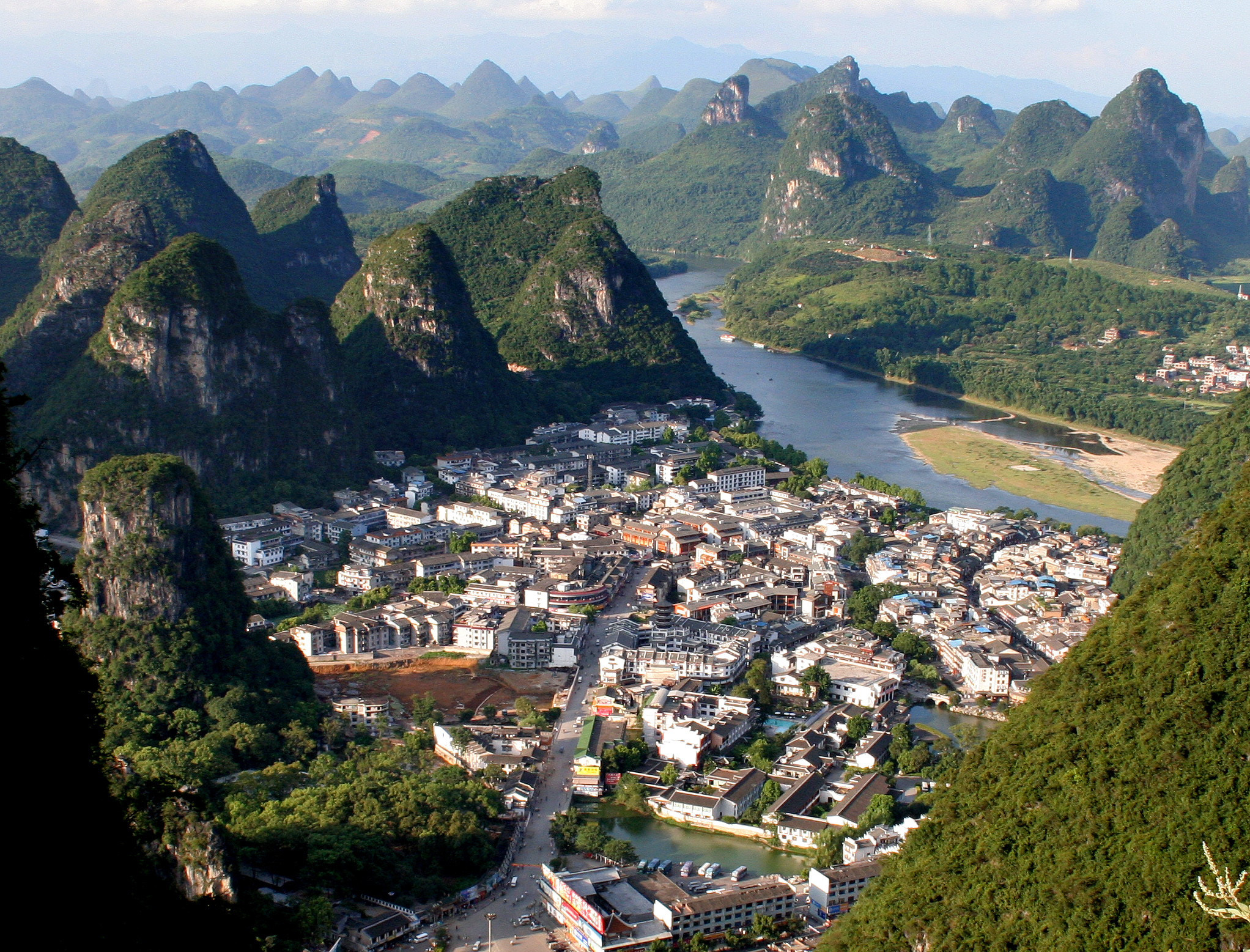
Paesaggio carsico attorno a Yangshuo nel Guangxi.

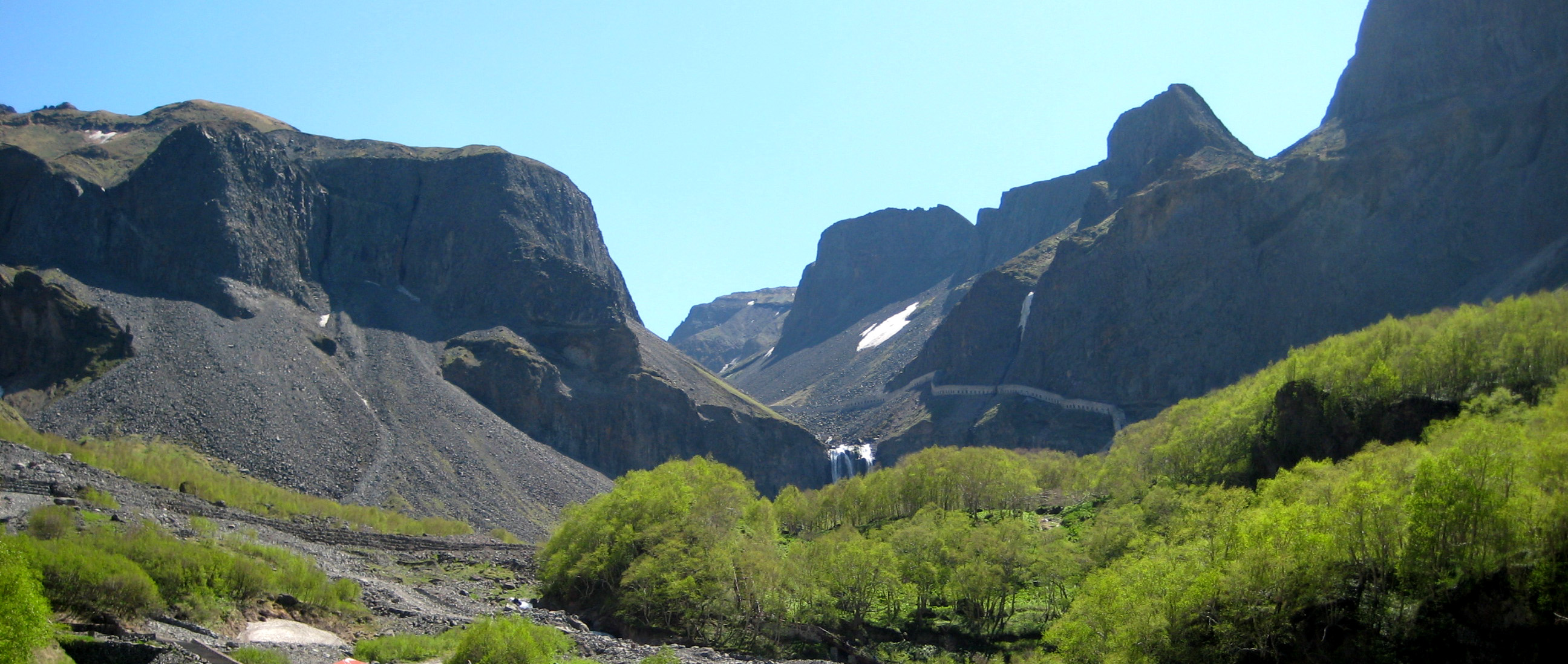
Versante nord dei monti Changbai nel Jilin, presso il confine con la Corea del Nord.

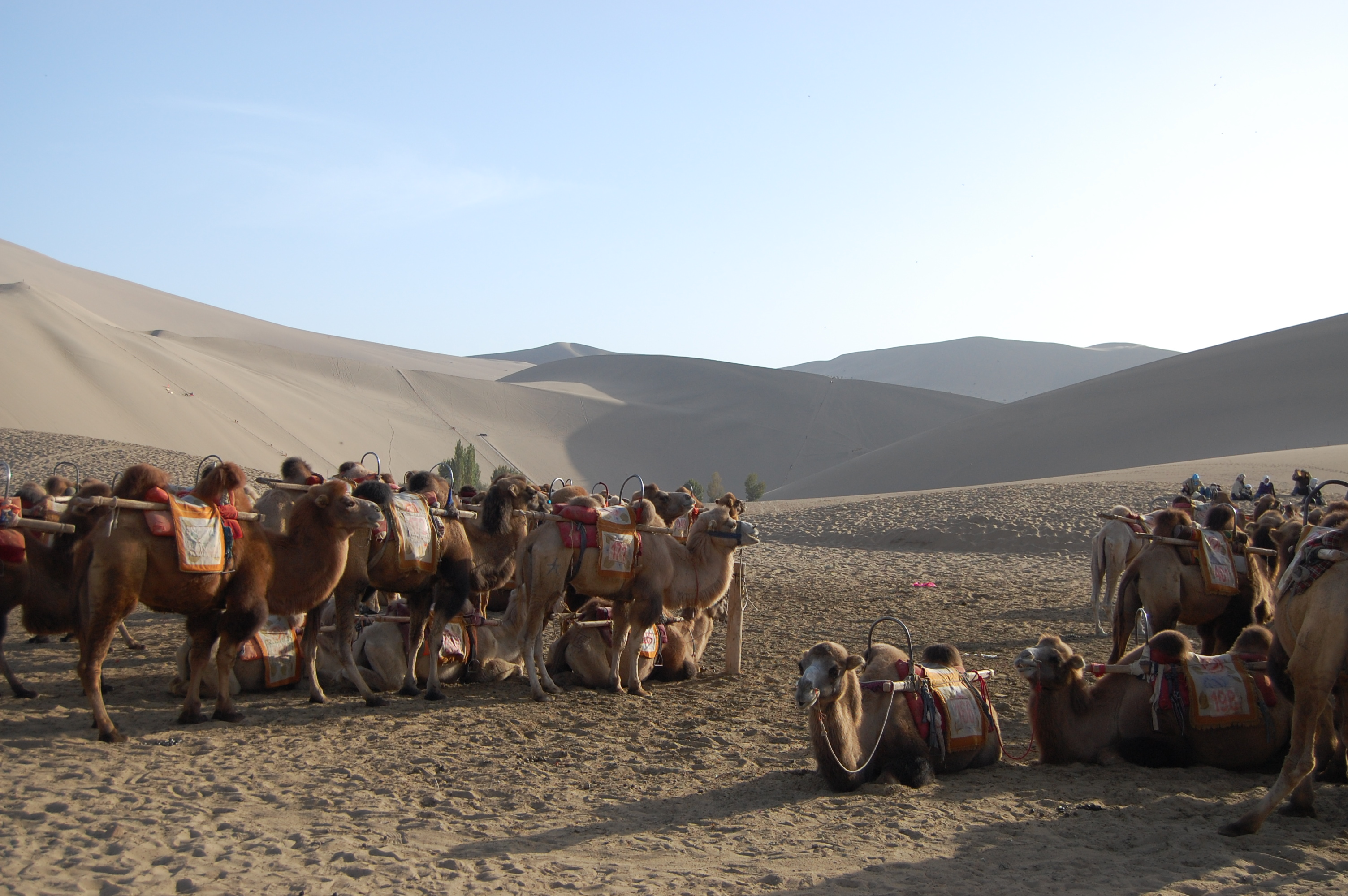
Dune di sabbia del deserto del Gobi presso Dunhuang, nel Gansu.

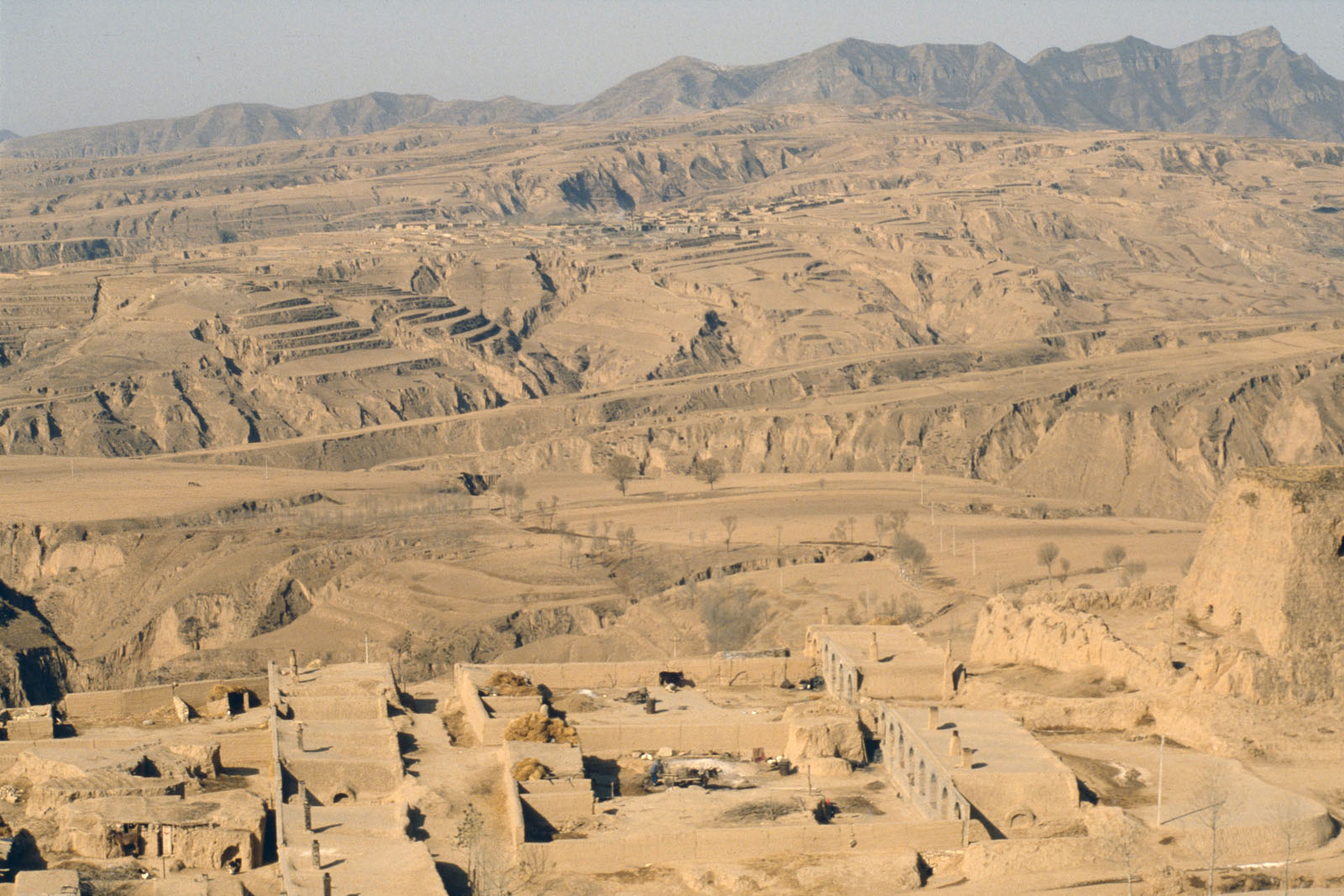
L'altopiano del Loess presso Hunyuan nello Shanxi.

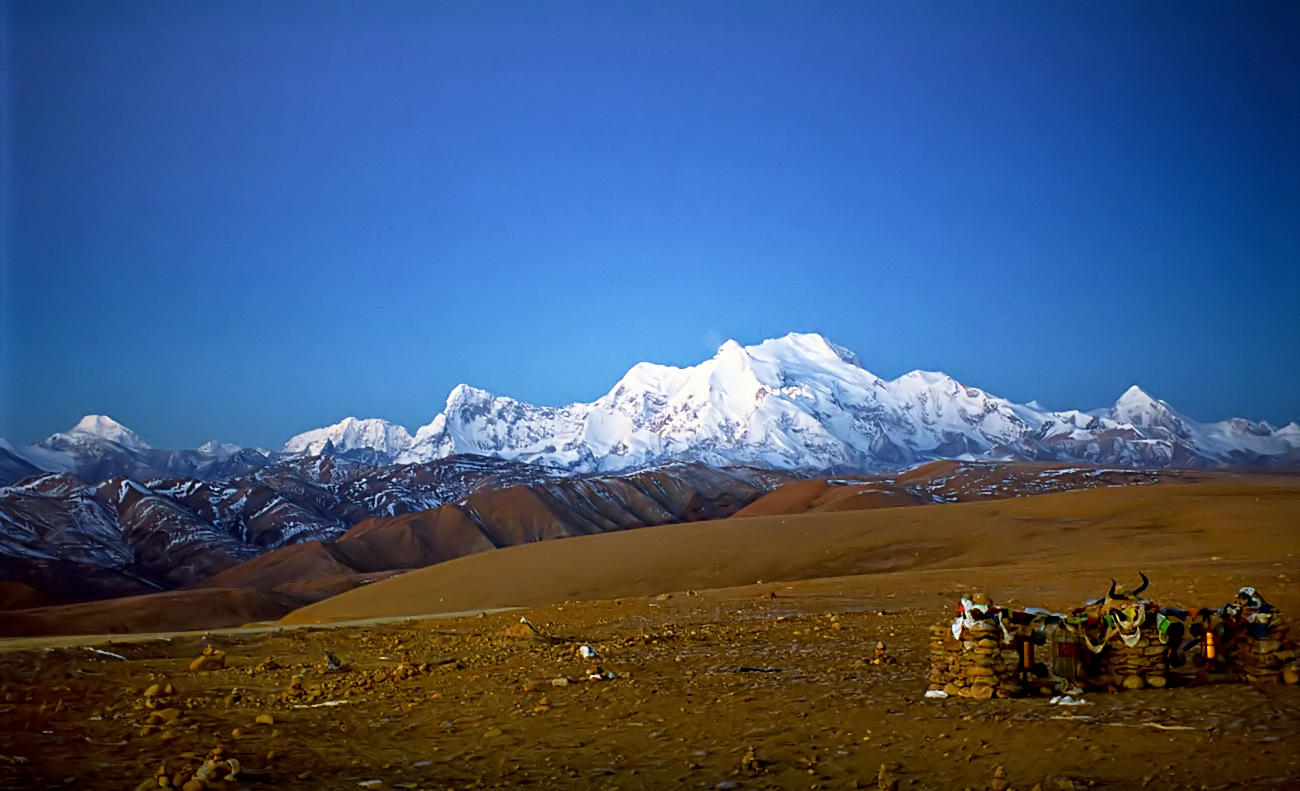
La vetta più alta interamente cinese è lo Shishapangma (8013 m; 14ª vetta più alta del mondo), nella contea di Nyalam, sull'Himalaya tibetano.

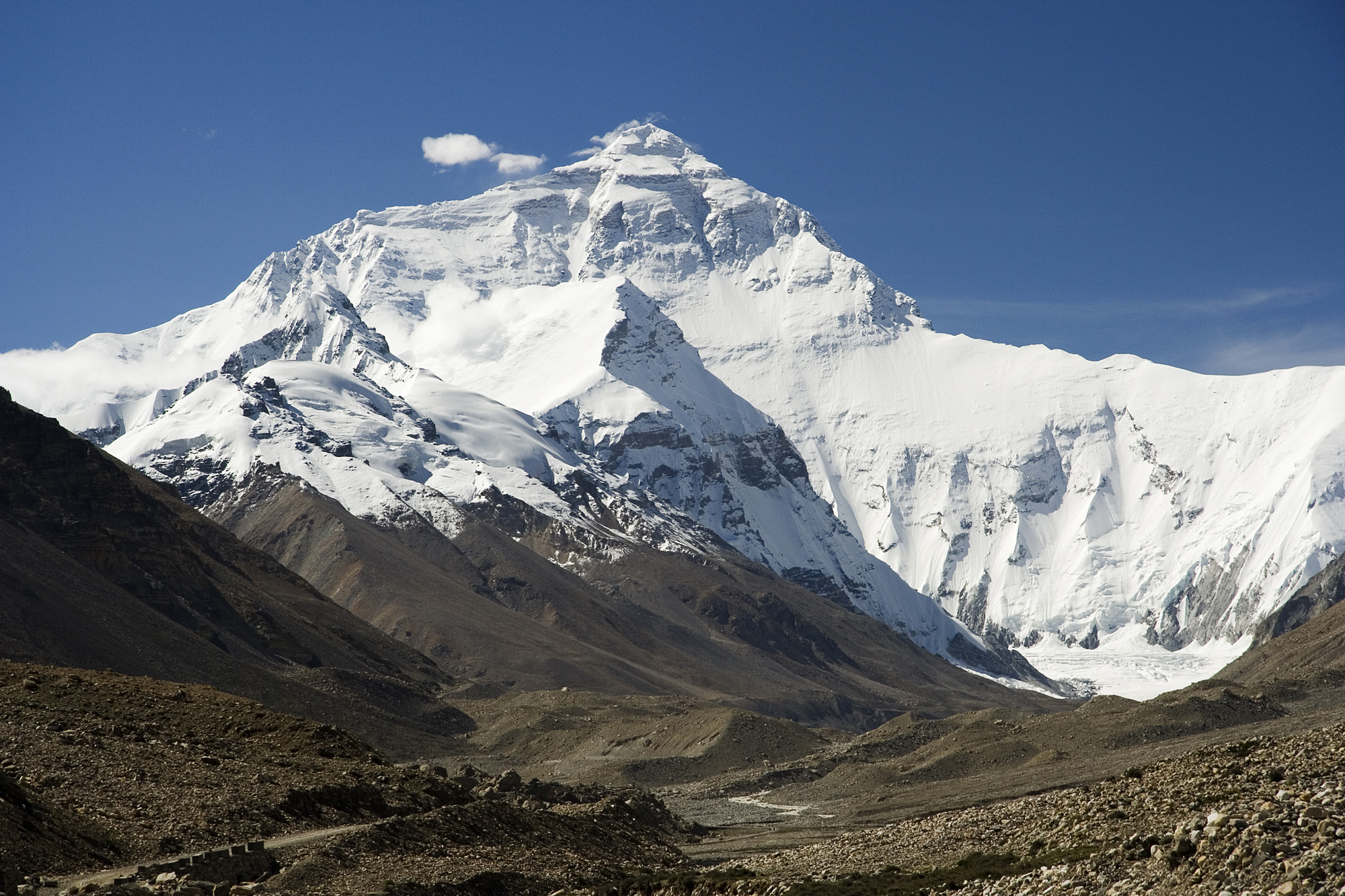
Il versante nord dell'Everest (Himalaya), visto dal lato tibetano.

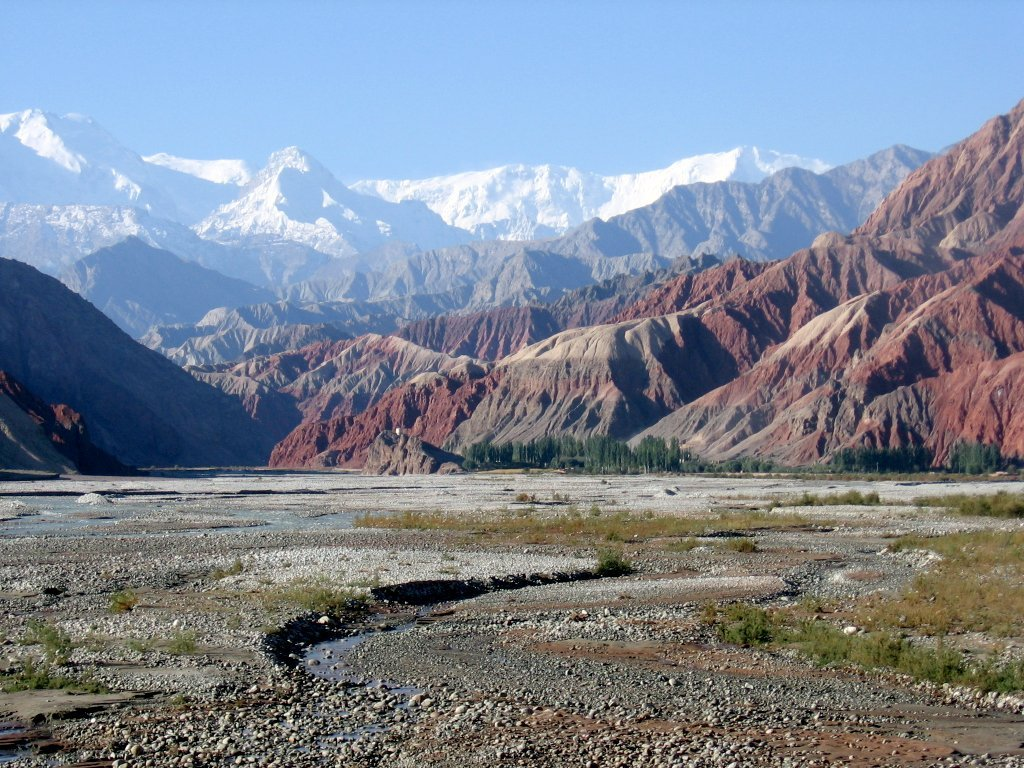
I monti Karakorum nello Xinjiang.

#### L'altopiano del Loess
Questo vasto altopiano, di circa 400000 km², costituisce una regione unica di colline ricoperte di loess e montagne brulle, situata tra la pianura della Cina del Nord e i deserti dell'ovest. Il suo confine settentrionale è segnato dalla Grande Muraglia Cinese, mentre il limite meridionale corre lungo i monti Qinling, nella provincia dello Shaanxi.
L'altitudine media della regione è di circa 1200 m, ma le catene individuali del substrato roccioso raggiungono quote maggiori, toccando i 2995 m nei monti Liupan. Gran parte dell'altopiano è coperta da uno strato di loess spesso dai 50 agli 80 m; nello Shaanxi settentrionale e nel Gansu orientale lo spessore può essere notevolmente superiore.
Il loess è particolarmente vulnerabile all'erosione idrica, e baratri e gole sono diffusi su tutto l'altopiano. Si stima che le gole coprano circa la metà dell'intera regione, con profondità comprese tra 90 e 200 m.

#### Le colline dello Shandong
Le colline dello Shandong sono costituite prevalentemente da argilliti cristalline estremamente antiche e da graniti risalenti agli inizi dell'era precambriana (oltre 2,5 miliardi di anni fa), nonché da rocce sedimentarie leggermente più giovani, datate a circa 540-420 milioni di anni fa. Le faglie hanno avuto un ruolo determinante nella formazione dell'attuale rilievo; di conseguenza, molte colline sono horst (blocchi di crosta terrestre sollevati lungo le faglie), mentre le valli si sono formate come graben (blocchi di crosta terrestre sprofondati lungo le faglie).
La pianura di Jiaolai divide la regione in due parti. La sezione orientale è più bassa, con altitudini medie inferiori ai 450 m e solo alcune vette e crinali che raggiungono i 760 m, raramente i 900 m; il punto più elevato è il monte Lao, che culmina a 1132 m. La parte occidentale è leggermente più alta e ospita il monte Tai, che con i suoi 1524 m è una delle montagne più sacre della Cina.
Le colline dello Shandong si affacciano sul mare con una linea costiera rocciosa e frastagliata.

#### I monti Qinling
I monti Qinling, situati nella provincia dello Shaanxi, costituiscono la più grande catena montuosa a est dell'altopiano del Tibet. Si tratta di una barriera elevata e impervia che si estende dal Gansu allo Henan; i geografi sono soliti tracciare una linea ideale tra questa catena e il fiume Huai per dividere la Cina propria in due grandi aree: il Nord e il Sud.
L'altitudine varia tra 900 e 3000 m, con il settore occidentale più elevato, dove il monte Taibai raggiunge i 3767 m. I monti Qinling sono composti da una serie di creste parallele, disposte con andamento prevalentemente ovest-est e separate da valli ramificate, i cui canyon scoscesi si innalzano spesso bruscamente fino a 300 m al di sopra del fondovalle.

#### Il bacino del Sichuan
Questa è una delle regioni geografiche più suggestive della Cina. Il bacino del Sichuan è interamente circondato da montagne, più alte a ovest e a nord. Protetto dai freddi venti settentrionali, durante l'inverno il bacino gode di temperature più miti rispetto alle pianure meridionali della Cina sud-orientale.
Fatta eccezione per la pianura di Chengdu, la regione è prevalentemente collinare. Il rilievo della metà orientale del bacino è caratterizzato da numerose pieghe che formano una serie di creste e valli disposte generalmente lungo un asse nord-est/sud-ovest. La scarsità di suolo arabile ha spinto gli agricoltori a coltivare le pendici collinari, costruendo una fitta rete di terrazzamenti che spesso ricopre i versanti dalla base alla sommità.
Questi terrazzamenti hanno rallentato l'erosione e reso possibile la coltivazione anche sui pendii più ripidi, alcuni dei quali presentano inclinazioni pari o superiori a 45°.

#### Le montagne sud-orientali
La Cina sud-orientale è delimitata da una costa rocciosa dominata da pittoresche montagne. La struttura geologica e il rilievo mostrano in generale un andamento da nord-est a sud-ovest. Le vette più elevate raggiungono altitudini comprese tra 1500 e 2000 m.
I fiumi, brevi e a corso rapido, hanno inciso profonde valli scoscese. Le principali aree di insediamento si concentrano lungo la stretta fascia di pianura costiera, dove la coltivazione del riso è l'attività agricola dominante. Lungo la costa si trovano numerose isole, in cui l'industria della pesca è particolarmente sviluppata.

#### Le pianure del medio e basso Fiume Azzurro
A est di Yichang, nella provincia dello Hubei, si estende una serie di pianure di larghezza variabile lungo il Fiume Azzurro (Chang Jiang). Le pianure raggiungono la massima ampiezza nell'area del delta e nei punti in cui il fiume riceve i suoi maggiori affluenti, comprendendo anche le vaste zone di bassopiano che circondano i laghi Dongting, Poyang, Tai e Hongze, tutti collegati idrologicamente al Fiume Azzurro.
Questa regione è costituita da una pianura alluvionale formatasi nel tempo grazie all'accumulo dei sedimenti trasportati dai fiumi. Vi sorgono poche colline isolate, ma il terreno è in generale pianeggiante e l'altitudine raramente supera i 50 m. Fiumi, canali e laghi formano una fitta rete di vie d'acqua. La superficie della pianura è stata modellata in un sistema di terrazze pianeggianti, che degradano a gradini lungo le pendici vallive.

#### I monti Nanling
I monti Nanling sono costituiti da numerose catene disposte lungo una direzione nord-est/sud-ovest. Queste catene formano lo spartiacque tra il Fiume Azzurro (Chang Jiang), a nord, e il Fiume delle Perle (Zhu), a sud. Le vette principali lungo lo spartiacque superano i 1500 m, e alcune raggiungono e oltrepassano i 1950 m.
Una vasta parte del territorio situato a sud dei monti Nanling è di tipo collinare; le superfici pianeggianti non coprono più del 10% dell'area totale. L'unica ampia pianura della regione è il delta del Fiume delle Perle, che costituisce anche la zona più ricca della Cina meridionale.
La costa è frastagliata e irregolare, con numerosi promontori e baie protette, tra cui quelle di Hong Kong e Macao. Il principale corso d'acqua della regione è il fiume Xi, che ha origine sugli altopiani dello Yunnan orientale e del Guizhou meridionale.

### Il Sud-ovest

#### L'altopiano Yunnan-Guizhou
L'altopiano Yunnan-Guizhou comprende la parte settentrionale della provincia dello Yunnan e quella occidentale del Guizhou, presentando confini estremamente irregolari. La porzione compresa nello Yunnan ha i tratti tipici di un altopiano e ospita un numero maggiore di aree collinari ondulate rispetto al settore del Guizhou, ma entrambe le aree sono caratterizzate da vallate simili a canyon e da montagne scoscese.
Le altitudini maggiori si trovano a ovest, dove sorge il monte Diancang (o Cang Shan), che raggiunge i 4122 m. Nelle valli dei principali corsi d'acqua le quote scendono a circa 400-490 m. Le differenze altimetriche sono particolarmente marcate nella parte occidentale della regione, dove le gole dei grandi fiumi incidono profondamente il rilievo.
Nella sezione orientale dell'altopiano sono diffusi processi carsici che hanno modellato un paesaggio calcareo con doline, gravine e corsi d'acqua sotterranei. Su tutto il territorio si trovano piccoli bacini lacustri, separati da rilievi montuosi.

#### L'altopiano del Tibet
L'altopiano del Tibet, vasto massiccio elevato, occupa circa un quarto della superficie complessiva della Cina. Gran parte della sua estensione si trova a quote comprese tra i 4000 e i 5000 m. Le catene montuose che lo circondano – i monti Kunlun e l'Himalaya – sono ancora più elevate, con alcuni picchi che raggiungono e superano i 7000-8000 m di quota. In generale, le pendici interne di queste catene, rivolte verso il Tibet, degradano dolcemente, mentre quelle esterne precipitano ripidamente.
Nelle aree orientali e meridionali dell'altopiano nascono molti dei maggiori fiumi del mondo, tra cui il Fiume Azzurro (Chang Jiang), il Fiume Giallo (Huang He), il Mekong, il Salween, l'Indo e il Brahmaputra. Gli insediamenti umani di una certa entità si trovano prevalentemente nelle basse vallate, in particolare lungo la valle del Brahmaputra.
Il bacino del Qaidam, che occupa la porzione nord-occidentale dell'altopiano del Tibet, è la più estesa e la più bassa depressione dell'intero altopiano. La sezione nord-occidentale, più ampia, si trova a un'altitudine compresa in genere tra i 2700 e i 3000 m; la sezione sud-orientale, più stretta, è situata a quote leggermente inferiori. Il paesaggio del bacino è dominato da deserti di ghiaia, sabbia e argilla, semideserti e distese salate.

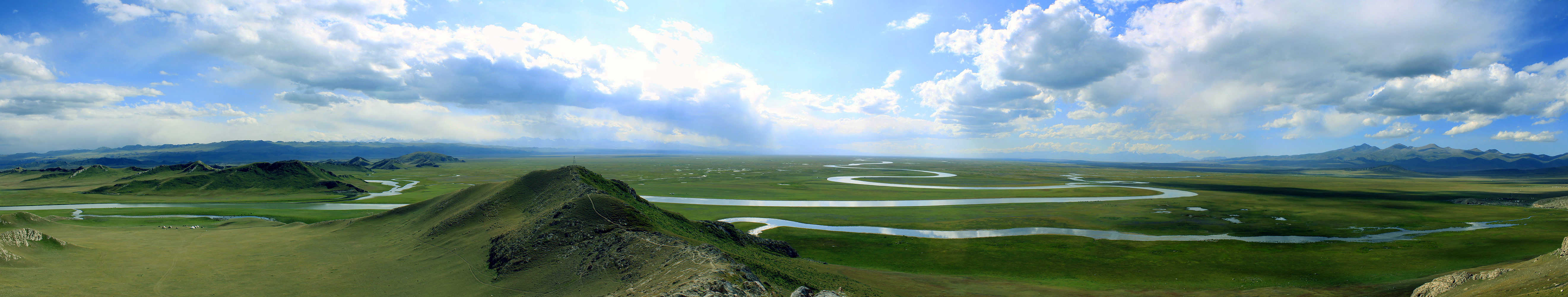
Le praterie di Bayan Bulak nella contea di Hejing County (prefettura autonoma mongola di Bayingolin, Xinjiang).

### Il Nord-ovest

#### Il bacino del Tarim
A nord dell'altopiano del Tibet, e a una quota molto più bassa – circa 900 m – si trova il bacino del Tarim. È circondato da grandi catene montuose: il Tien Shan (Tian Shan, «Montagne Celesti») a nord, il Pamir a ovest e i monti Kunlun a sud.
Torrenti alimentati dai ghiacciai scendono da queste catene per poi disperdersi nelle distese di sabbia e ghiaia del deserto del Takla Makan, che occupa il centro del bacino. Il Takla Makan è uno dei deserti più aridi e inospitali del mondo; solo pochi dei corsi d'acqua maggiori, come il fiume Tarim e lo Hotan, riescono ad attraversarlo, e perfino la loro portata non è costante: l'alveo è completamente colmo d'acqua soltanto durante il periodo delle piene.
Il bacino si estende per circa 557000 km² e presenta altitudini comprese tra 750 e 1400 m sul livello del mare. La sua superficie è inclinata verso sud-est, dove si trova il Lop Nur, fondo di un antico lago oggi asciutto e ricoperto da croste saline.

#### Il bacino della Zungaria
A nord del bacino del Tarim si trova un'altra vasta depressione, il bacino della Zungaria. È delimitato dal Tien Shan a sud, mentre a nord-est i monti Altai lo separano dalla Mongolia.
La superficie del bacino è prevalentemente pianeggiante, con una lieve pendenza verso sud-ovest. La maggior parte del territorio si trova a quote comprese tra 300 e 450 m, mentre nella zona più depressa l'altitudine scende di poco al di sopra dei 200 m. Gran parte dell'area è occupata da un ampio deserto caratterizzato da barcane – dune di sabbia mobili a forma di mezzaluna – e solo in alcuni tratti si trovano dune parzialmente ricoperte di vegetazione.

#### Il Tien Shan
La parte orientale (cinese) del Tien Shan è costituita da un complesso sistema di catene montuose e depressioni, suddiviso in due principali gruppi di catene: quella settentrionale e quella meridionale. I due gruppi sono separati da una fascia di depressioni intermontane, a sua volta frammentata da catene interne.
Nella zona interna, la maggior parte delle catene è formata da antiche rocce metamorfiche; depositi sedimentari e rocce ignee del Paleozoico (circa 250-540 milioni di anni fa) compongono le catene settentrionale e meridionale, mentre arenarie e conglomerati del Mesozoico (circa 65-250 milioni di anni fa) riempiono le depressioni intermontane della zona interna e costituiscono le colline pedemontane.
L'altitudine delle principali catene cinesi del Tien Shan varia tra 4000 e 4500 m, con alcuni picchi che superano i 4900 m; le catene interne raggiungono i 4400 m. Nella parte occidentale, più ricca di precipitazioni, si sviluppano vasti ghiacciai, lunghi oltre 32 km. Da qui hanno origine grandi fiumi, come l'Ili (Yili) e i suoi affluenti, e le steppe e i prati alpini che caratterizzano il paesaggio offrono alcune delle migliori terre da pascolo della Cina.

## Idrografia

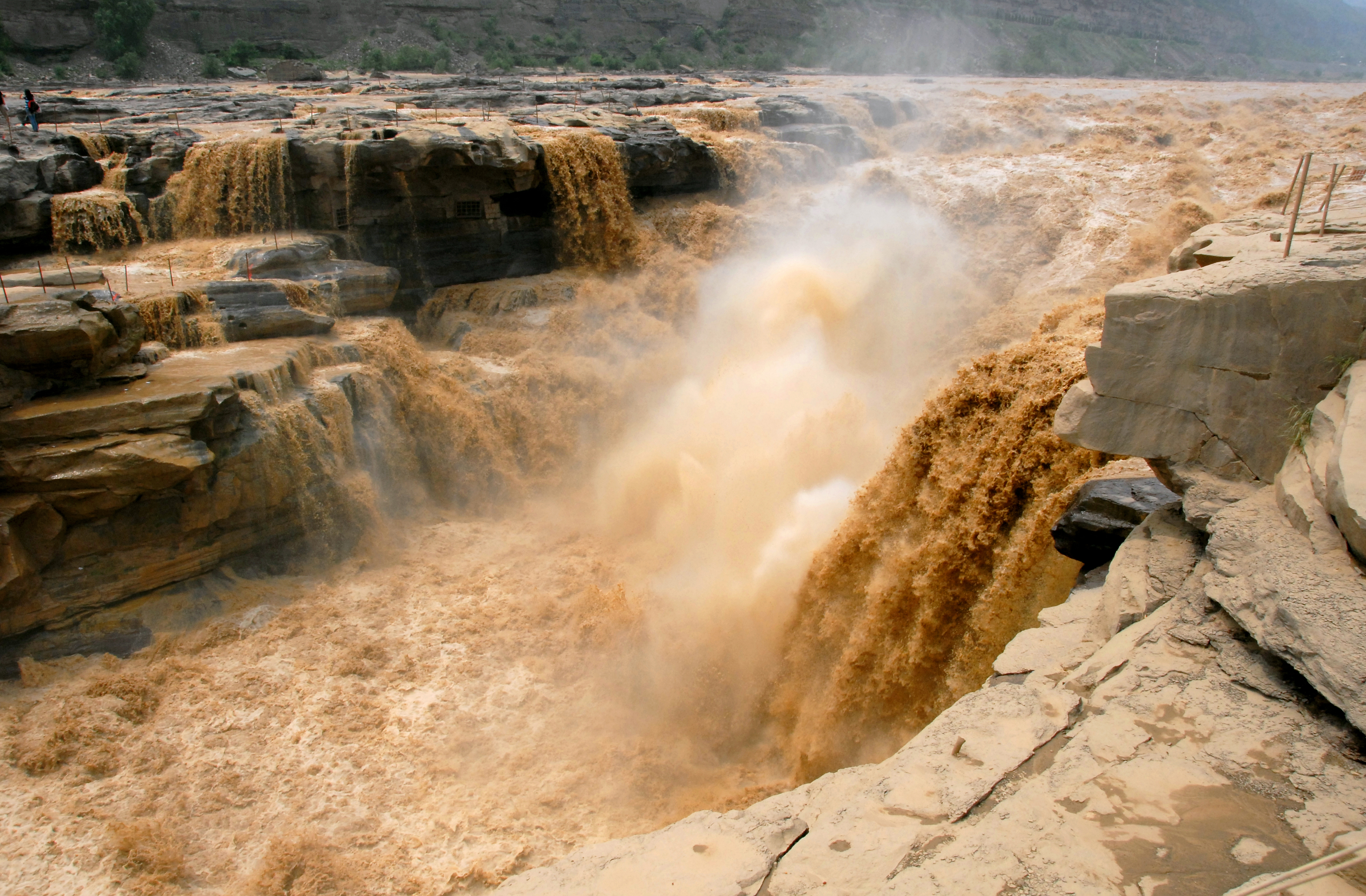
Le cascate di Hukou sul Fiume Giallo.

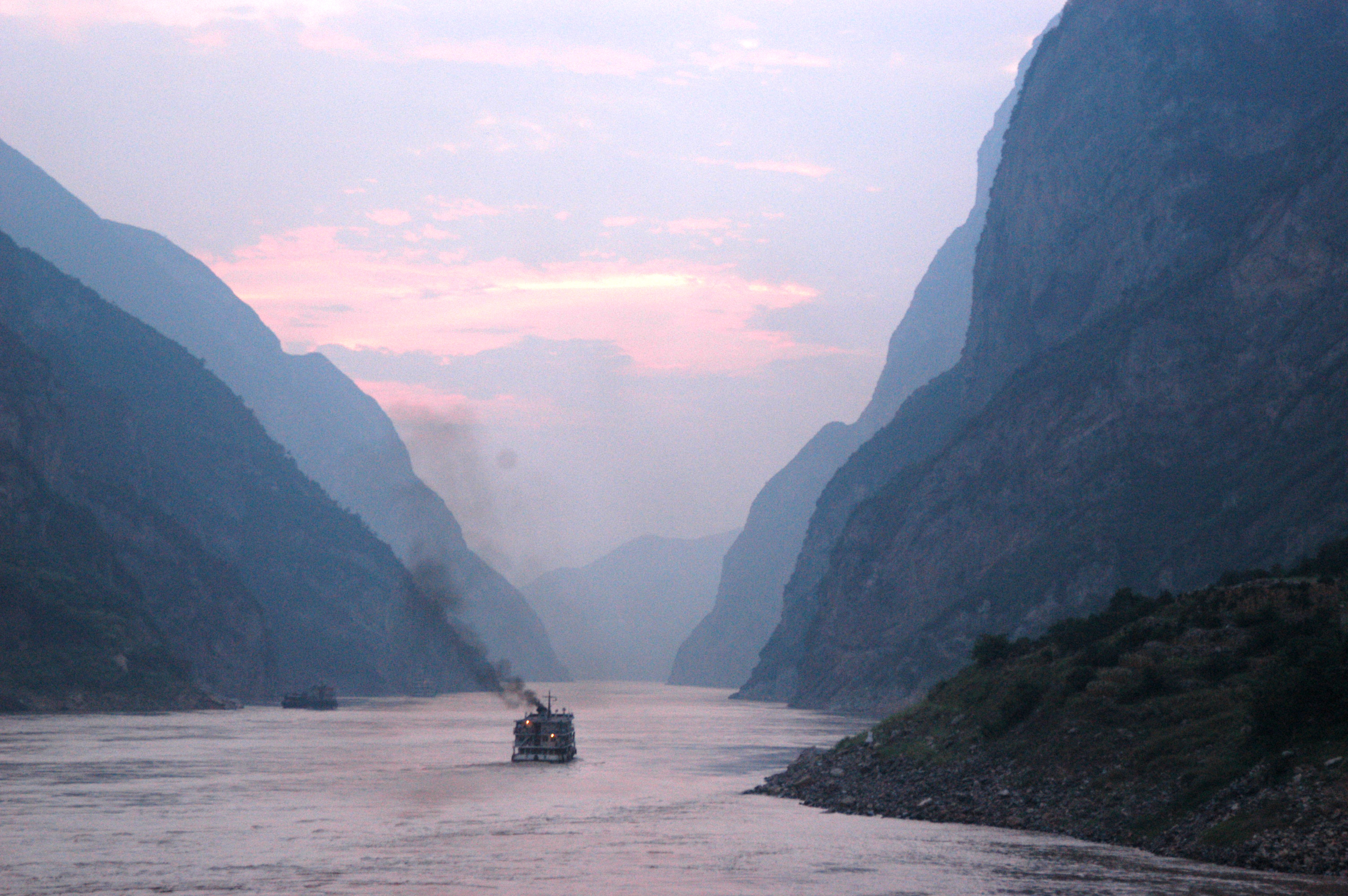
Tramonto sul Fiume Azzurro (zona delle Tre Gole).

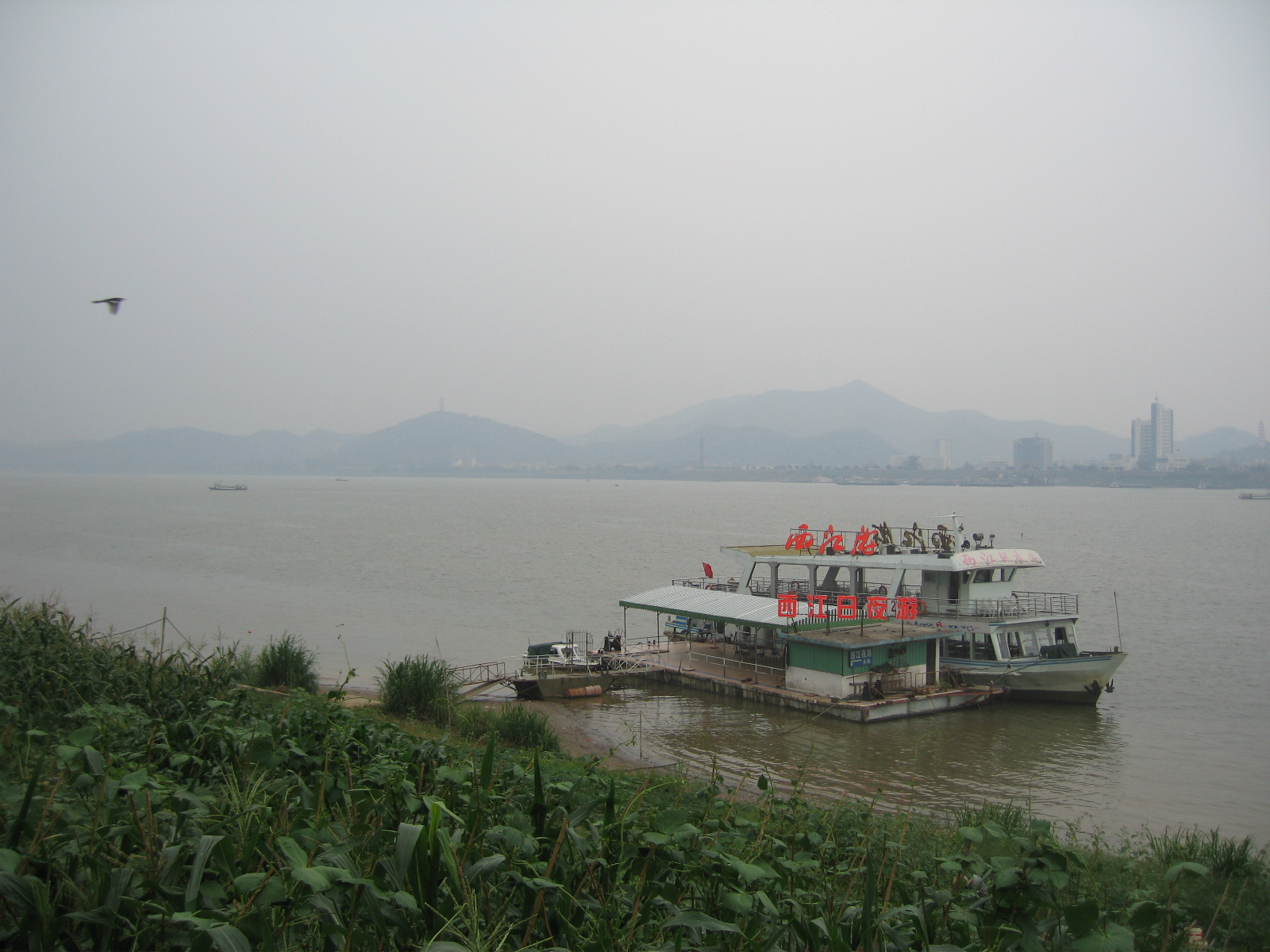
Il fiume Xi.

In Cina si contano oltre 50000 fiumi con un bacino idrografico superiore ai 100 km². Tra quelli a regime perenne, circa il 95% sfocia direttamente in mare – oltre l'80% nell'oceano Pacifico, il 12% nell'oceano Indiano e meno dell'1% nel mar Glaciale Artico – mentre il restante 5% disperde le proprie acque all'interno del territorio.
I tre principali fiumi della Cina, ciascuno con un corso generalmente orientato da ovest a est e sbocco nel mar Cinese, sono il Fiume Giallo, il Fiume Azzurro e lo Xi Jiang. Il Fiume Giallo, che nasce dai monti Kunlun, è il più settentrionale e sfocia nel Bo Hai (golfo di Chihli), a nord della penisola dello Shandong. Il Fiume Azzurro, il più lungo corso d'acqua del Paese, nasce sull'altopiano tibetano e attraversa la Cina centrale per sfociare nel mar Cinese Orientale, a nord di Shanghai. Il Xi Jiang, il più meridionale, ha origine sull'altopiano Yunnan-Guizhou e sfocia nel mar Cinese Meridionale attraverso il delta del Fiume delle Perle, presso Canton.
La distribuzione delle acque superficiali è estremamente irregolare: solo una parte limitata del Paese dispone di quantità d'acqua sufficienti durante tutto l'anno. Gran parte della Cina riceve precipitazioni abbondanti, ma concentrate nella stagione delle piogge, con periodi di eccesso idrico alternati a carenze. Procedendo da sud-est verso nord-ovest, le risorse idriche diminuiscono progressivamente, parallelamente all'aumento della montuosità del territorio. Nella vasta area nord-occidentale l'acqua scarseggia per tutto l'anno.
La Cina settentrionale (a nord della linea monti Qinling-fiume Huai), caratterizzata da rilievi pianeggianti e da una lunga tradizione agricola, possiede quasi due terzi delle terre coltivate del Paese, ma, a causa di precipitazioni scarse e irregolari, il deflusso medio annuo rappresenta appena un sesto di quello dell'intera Cina.
Le montagne del sud-est e l'isola montuosa di Hainan ricevono le precipitazioni più abbondanti, con oltre 1500 mm annui (in alcuni punti più di 2000 mm), dei quali quasi due terzi alimentano direttamente le acque superficiali, generando una fitta rete idrografica. Anche nel resto del sud-est le precipitazioni superano i 1000 mm annui, diminuendo progressivamente verso ovest e nord fino a raggiungere valori inferiori a 10 mm nelle aree desertiche del nord-ovest. Questo clima arido determina il paesaggio delle steppe secche, caratterizzate da un manto erboso più ricco a est, che degrada verso ovest fino a trasformarsi in deserto.
Nelle aree densamente popolate, come il corso inferiore del Fiume Azzurro, il delta del Fiume delle Perle e la pianura di Chengdu, è stata sviluppata una fitta rete di vie d'acqua artificiali. Nella pianura della Cina del Nord e nella pianura della Cina nord-orientale, i fiumi presentano in genere una portata regolare, con pochi affluenti e scarsa interconnessione tra loro.
Nelle regioni interne, a causa delle precipitazioni ridotte, i corsi d'acqua sono rari. Ampie aree, come il bacino del Tarim e il Gansu nord-orientale, possono non ricevere piogge per interi anni. Qui i fiumi dipendono soprattutto dallo scioglimento delle nevi e dei ghiacciai, sono di dimensioni ridotte e scorrono principalmente ai piedi di montagne o colline pedemontane, per poi disperdersi nel deserto o formare laghi interni. Nella parte settentrionale dell'altopiano del Tibet, caratterizzata da un deserto freddo e da un basso tasso di evaporazione, la rete idrografica è relativamente più fitta; la maggior parte dei fiumi scorre in depressioni glaciali, alimentando numerosi laghi.

## Suoli
La Cina, grazie alla varietà delle sue condizioni climatiche, possiede un'ampia gamma di suoli. Tutti i principali suoli presenti nel continente eurasiatico, ad eccezione di quelli della tundra e dei suoli gley-podzolici altamente percolanti della taiga (foresta boreale) settentrionale, si trovano anche nel territorio cinese.
Le differenze climatiche tra il Nord, più arido e freddo, e il Sud, più umido e caldo, permettono di distinguere due grandi suddivisioni: a nord della linea monti Qinling-fiume Huai prevalgono suoli pedocal (calcarei), con reazione neutra o leggermente alcalina; a sud, invece, predominano suoli pedalfer (non calcarei e percolanti), con reazione neutra o leggermente acida.
Fatta eccezione per i grandi altopiani e le alte catene montuose del sud-ovest, le zone di suolo in Cina si distribuiscono in relazione al clima, alla vegetazione e alla distanza dal mare. Le regioni costiere orientali e sud-orientali appartengono alla fascia delle foreste, associate a un clima umido o semiumido, mentre le regioni interne settentrionali e nord-orientali rientrano per lo più nella zone di steppa, semideserti e deserto, con clima semiarido o arido. Fra queste due grandi fasce si estende una zona di transizione – la foresta-steppa – in cui suoli forestali e di steppa si mescolano gradualmente.
Tra i pedocal del Nord e i pedalfer del Sud si trovano i suoli neutri. Nella pianura alluvionale del Fiume Azzurro, a valle delle Tre Gole – dove il fiume attraversa i monti Wu per entrare nella pianura dello Hubei – si è depositata una spessa coltre di sedimenti non calcarei. Questi terreni, talvolta classificati come suoli risicoli per la loro particolare adattabilità alla coltivazione del riso, sono in gran parte fertili e a grana fine. Il suolo risicolo è un tipo peculiare, formatosi nel tempo sotto condizioni di coltivazione intensiva del riso.
Lungo le coste della Cina settentrionale si trovano cinture di suoli salini e alcalini, legati a zone con scarso drenaggio e clima arido, dove le precipitazioni non sono sufficienti a dissolvere e dilavare i sali presenti.
Gli effetti negativi dei processi naturali sul suolo sono stati aggravati da secoli di agricoltura intensiva, che hanno provocato una diffusa carenza di azoto e di materiale organico. La scarsità di quest'ultimo è dovuta soprattutto all'abitudine di rimuovere steli e foglie delle colture per destinarli all'alimentazione del bestiame o come combustibile. I fertilizzanti organici di origine animale e umana, impiegati tradizionalmente, non contengono abbastanza materia organica per compensare tali perdite. In alcune aree si registrano anche deficit di fosforo e potassio, meno gravi e diffusi rispetto alla carenza di azoto.
Un tempo le foreste ricoprivano circa metà della superficie della Cina, ma oggi ne occupano meno di un decimo. L'abbattimento delle vaste foreste della Cina centrale e meridionale per fare spazio ai terreni agricoli ha comportato un'erosione significativa dei suoli collinari e il deposito dei sedimenti nelle vallate. Per ridurre questo fenomeno, gli agricoltori hanno costruito terrazzamenti sorretti da muri, in grado di trattenere l'acqua per le risaie e controllare efficacemente l'erosione. Dove i terrazzamenti sono ben realizzati, la perdita di suolo è praticamente assente, e le coltivazioni a gradoni sono diventate una caratteristica distintiva del paesaggio rurale.
Il sovrapascolo e altre pratiche che distruggono il manto erboso contribuiscono alla degradazione del suolo. Quando la struttura granulare viene compromessa e la porosità si riduce, lo strato superficiale è facilmente asportato dall'acqua durante le piogge intense o dal vento nelle aree aride. L'altopiano del Loess, costantemente esposto all'azione erosiva di pioggia e vento, è particolarmente vulnerabile: l'erosione ha scolpito il terreno in un paesaggio unico, caratterizzato da profonde gole e falesie. Le intense precipitazioni estive causano non solo la perdita dello strato superficiale fertile, ma anche frequenti inondazioni dei fiumi carichi di limo.

## Clima

### Le masse d'aria

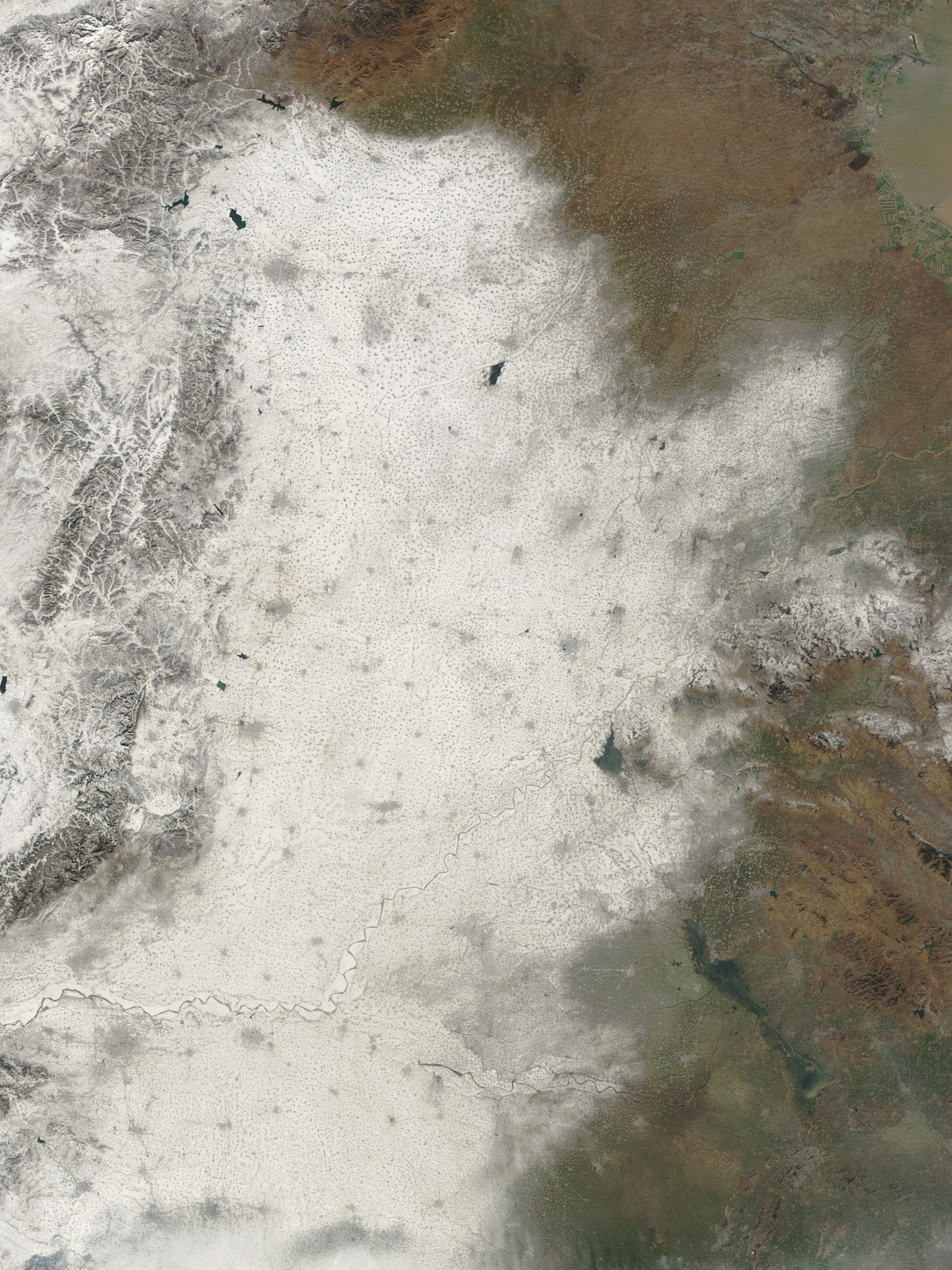
La prima neve ricopre la pianura della Cina del Nord. Dintorni di Shijiazhuang (Hebei).

La vasta e morfologicamente diversificata massa continentale della Cina si trova in Asia, il più grande continente del mondo, e si affaccia sul Pacifico, il più esteso oceano del pianeta, con un'ampia fascia costiera. Il clima del Paese è fortemente influenzato dagli spostamenti stagionali di grandi masse d'aria tra il Pacifico e l'entroterra. Durante l'inverno prevale la massa d'aria polare continentale, di origine siberiana, mentre in estate domina la massa d'aria tropicale proveniente dall'oceano Pacifico. Le marcate differenze climatiche fra le due stagioni derivano dall'interazione tra queste due masse d'aria di caratteristiche opposte.
La massa d'aria siberiana, molto stabile, è estremamente fredda e secca, e presenta spesso inversioni termiche. Dopo aver attraversato l'altopiano della Mongolia, si espande verso sud raggiungendo la Cina settentrionale, dove subisce rapidi mutamenti: la temperatura aumenta leggermente e la stabilità diminuisce. L'escursione termica giornaliera è generalmente superiore a 10 °C, ma in casi estremi può superare i 25 °C. Poiché la Cina del Nord è soggetta a questa massa d'aria per gran parte dell'inverno, la stagione è caratterizzata da clima arido, cielo sereno e abbondanza di sole.
I venti invernali, prevalenti tra novembre a marzo, mutano direzione con lo spostamento verso sud: soffiano da nord-ovest nella Cina settentrionale e nord-orientale, da nord nella Cina orientale da nord, e da nord-est lungo la costa sud-orientale. La fascia d'aria fredda in inverno non supera solitamente i 4000 m di quota, abbassandosi progressivamente verso sud: circa 2000 m a Nanchino e meno di 1500 m nella Cina meridionale. I monti Qinling costituiscono una barriera naturale all'avanzata delle correnti fredde, soprattutto nel settore occidentale, dove le altitudini sono comprese fra i 2000 e i 2700 m.
La massa d'aria tropicale pacifica rappresenta la principale fonte di precipitazioni estive. Quando prevale, può estendersi su gran parte della metà orientale della Cina, fino ai margini dell'altopiano della Mongolia e alla sezione orientale dell'altopiano del Tibet. In estate la massa d'aria siberiana si ritira verso la Mongolia occidentale, sebbene occasionali avanzate possano raggiungere la valle del fiume Huai, dove le due masse d'aria possono entrare in conflitto.
Lo spostamento stagionale del fronte fra le masse d'aria tropicale e siberiana è determinante per il regime delle piogge nella Cina centrale e settentrionale. In estate, quando il fronte si colloca più a nord, la Cina del Nord riceve precipitazioni abbondanti; se il monsone sud-orientale si indebolisce, il fronte si sposta verso sud, determinando piogge più intense nella Cina centrale, con possibili inondazioni. In inverno l'influenza della massa d'aria tropicale pacifica si limita alle coste sud-orientali, dove sono frequenti piogge leggere e nebbie mattutine, soprattutto nelle regioni collinari a sud dei monti Nanling.
Oltre a queste due masse d'aria principali, altre tre influenzano il clima cinese: la massa d'aria continentale equatoriale (monsone sud-occidentale instabile), la massa d'aria marittima polare e la massa d'aria marittima equatoriale. L'ampia estensione territoriale e la complessa topografia del Paese determinano, in combinazione con le masse d'aria, un'ampia gamma di condizioni climatiche locali.

### Temperature

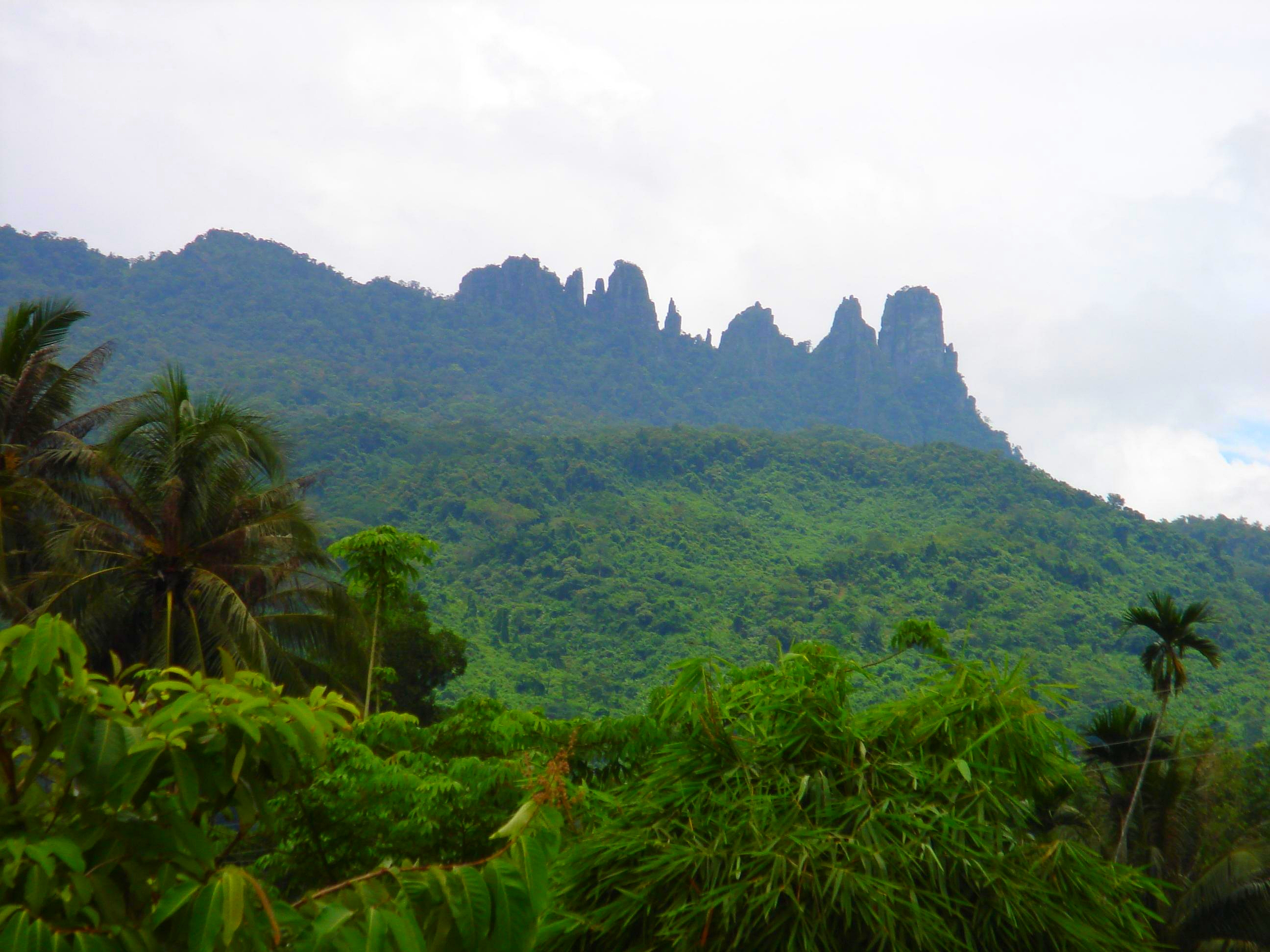
L'isola di Hainan, uno dei luoghi più caldi della Cina.

Le temperature in Cina decrescono generalmente da sud a nord. Le medie annuali superano i 20 °C nella valle del Fiume delle Perle, si attestano tra 15 e 20 °C lungo il medio e basso corso del Fiume Azzurro, scendono a circa 10 °C nella Cina settentrionale e nella parte meridionale dello Xinjiang, e a circa 5 °C nell'area meridionale del Nord-est, nella parte settentrionale dello Xinjiang e in prossimità della Grande Muraglia. Valori inferiori a 0 °C si registrano nella parte settentrionale dello Heilongjiang. L'escursione termica annua tra l'estremo meridionale e l'estremo settentrionale del Paese è di circa 48 °C. Gennaio è generalmente il mese più freddo, mentre luglio è il più caldo.
A sud della linea monti Qinling-fiume Huai, le medie di gennaio crescono progressivamente dal punto di congelamento fino a 22 °C lungo la costa meridionale dell'isola di Hainan; la neve è rara e i corsi d'acqua non gelano. A nord di tale linea, le temperature di gennaio variano dal punto di congelamento fino a -28 °C nella parte settentrionale dello Heilongjiang.
Nel mese di aprile, le temperature superano ovunque lo zero, ad eccezione dell'estremità settentrionale dello Heilongjiang. In questo periodo, la pianura del Nord-est registra valori medi di 2-8 °C, la pianura compresa tra Pechino e Shanghai di 12-15 °C, mentre a sud dei monti Nanling le temperature medie superano i 20 °C. La fioritura primaverile varia sensibilmente: lungo le coste del Guangdong meridionale i salici fioriscono a fine gennaio, mentre a Pechino soltanto agli inizi di aprile.
In estate, il divario termico tra Cina settentrionale e meridionale si riduce notevolmente. Nel mese di luglio, la differenza media tra Canton e Pechino è di circa 3 °C e le isoterme si dispongono quasi parallelamente alla costa. L'isoterma dei 28 °C abbraccia un'ampia area, comprendendo le località più calde, situate nelle vallate del medio e basso corso del Fiume Azzurro, dove le medie di luglio a Nanchang e Changsha superano spesso i 29 °C e, in molte annate, raggiungono o superano i 30 °C.
Le transizioni stagionali mostrano differenze regionali: nella Cina settentrionale gli autunni sono generalmente più freddi delle primavere (medie di ottobre a Pechino circa 13 °C contro 14 °C in aprile), mentre nella Cina meridionale avviene il contrario (a Canton, 24 °C in ottobre contro circa 21 °C in aprile).
La durata e l'inizio delle stagioni variano considerevolmente. L'area lungo il medio e basso corso del Fiume Giallo, culla della civiltà e dell'agricoltura cinese, presenta stagioni ben distinte e di durata pressoché uguale. Altrove, invece, l'estate è assente nello Heilongjiang settentrionale, mentre l'inverno è ignoto al Guangdong meridionale. A Kunming, sull'altopiano dello Yunnan, il clima è mite tutto l'anno, con estati e inverni molto brevi.
A sud della linea monti Qinling-fiume Huai, le temperature medie diurne scendono raramente sotto lo zero, permettendo la pratica agricola in ogni stagione. Nella valle del Fiume Azzurro sono comuni due raccolti annuali, mentre a nord della Grande Muraglia se ne ottiene solitamente soltanto uno.

### Precipitazioni

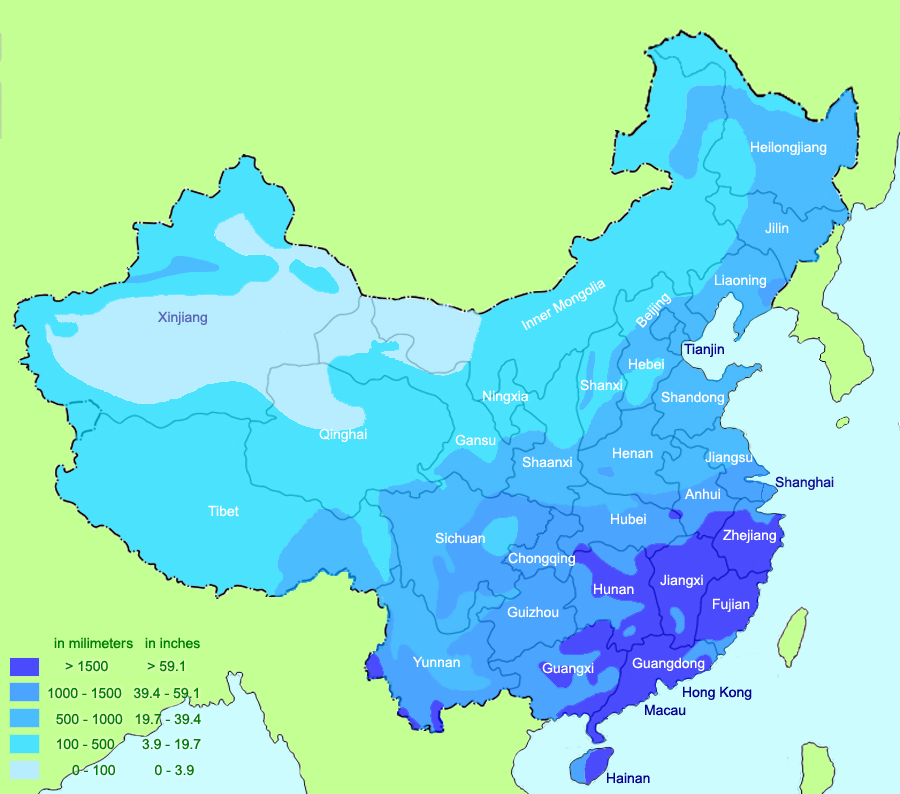
Mappa delle precipitazioni medie della Cina.

L'andamento delle precipitazioni in Cina segue in generale quello delle temperature, diminuendo progressivamente da sud-est verso nord-ovest. Alcune località costiere sud-orientali registrano valori annui superiori a 2000 mm, mentre la valle del Fiume Azzurro riceve mediamente 1000-1150 mm. Più a nord, nella valle del fiume Huai, le precipitazioni annue si attestano intorno a 880 mm, e lungo il basso corso del Fiume Giallo scendono a 500-650 mm. La pianura del Nord-est è mediamente più umida di quella della Cina settentrionale, con valori che sui monti Changbai raggiungono o superano 1000 mm annui.
Il monsone di sud-est perde gran parte della sua umidità nella parte settentrionale dell'altopiano del Loess, dove le precipitazioni si riducono a 300-500 mm annui. A nord-ovest della linea ideale che corre lungo i monti Da Hinggan, Yin, Lang, Qilian e Altun, i valori annui sono inferiori a 250 mm. L'isolamento dal mare e la barriera delle alte montagne impediscono l'arrivo delle masse d'aria umide, determinando la presenza di praterie aride. Nella Mongolia Interna occidentale, nel corridoio del Gansu e nel bacino del Tarim, le precipitazioni scendono a 100 mm o meno, dando luogo a aree desertiche dove possono trascorrere anni senza precipitazioni misurabili.
Il bacino della Zungaria e la valle del fiume Ili, nello Xinjiang settentrionale, aperti ai venti occidentali, ricevono quantitativi maggiori. Sull'altopiano del Tibet, le precipitazioni seguono lo stesso gradiente da sud-est a nord-ovest: nelle vallate sud-orientali cadono oltre 1000 mm annui, il margine orientale ne riceve circa 500 mm, mentre nel bacino del Qaidam i valori si riducono a 100-250 mm.
La variabilità interannuale delle precipitazioni è elevata e tende ad aumentare al diminuire della media annua, fattore che contribuisce all'elevata frequenza di siccità e inondazioni. La primavera, stagione cruciale per l'agricoltura, presenta la massima variabilità: oltre il 40% nella Cina meridionale, circa il 45% lungo il Fiume Azzurro, oltre il 50% nella Cina settentrionale e, localmente, più del 70% in alcune aree. A est di Pechino, ad esempio, la variabilità primaverile può superare l'80%, valori simili a quelli riscontrati nella parte centrale dell'altopiano Yunnan-Guizhou.

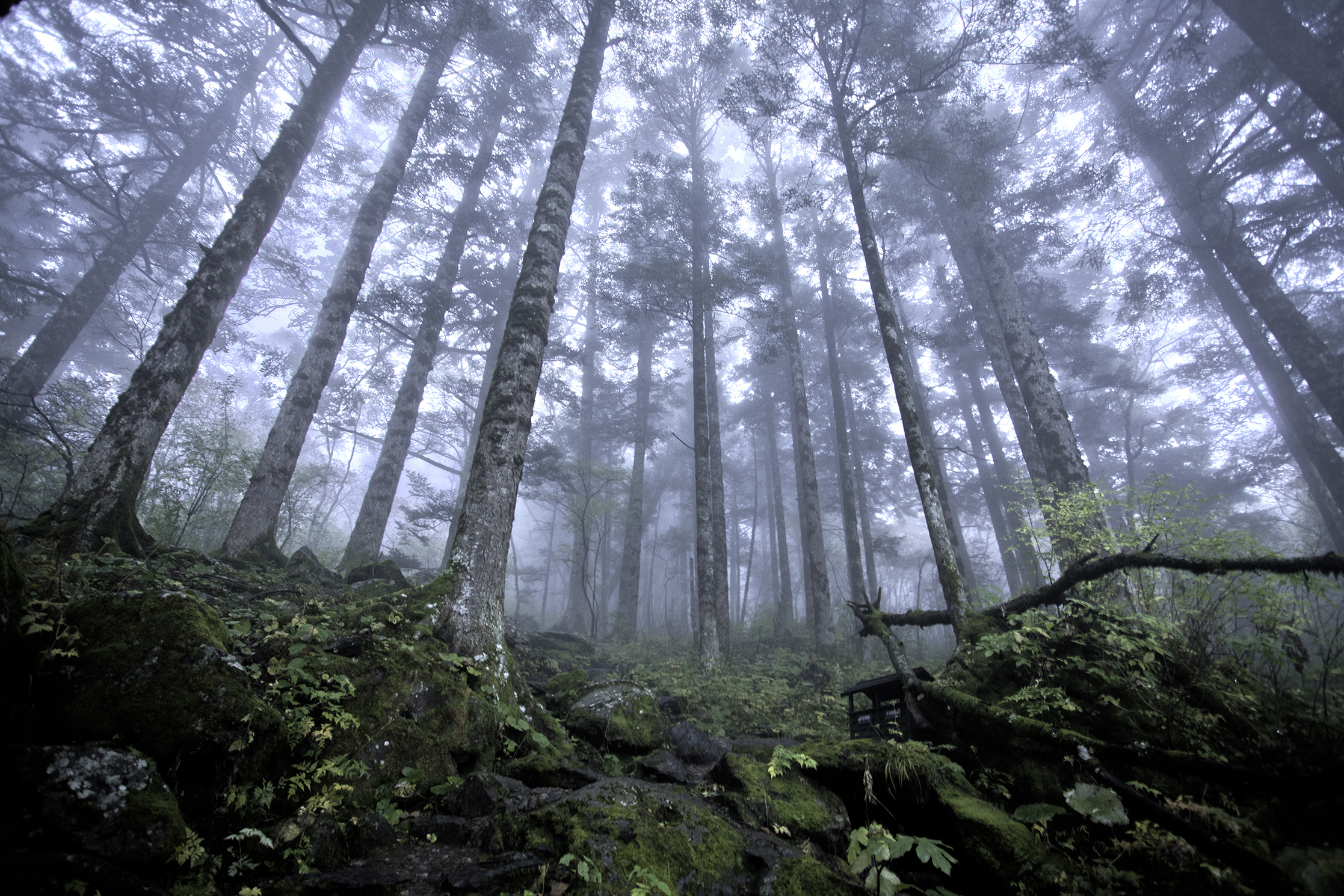
Foresta vergine nello Hubei.

Frutti dell'albero della lacca.

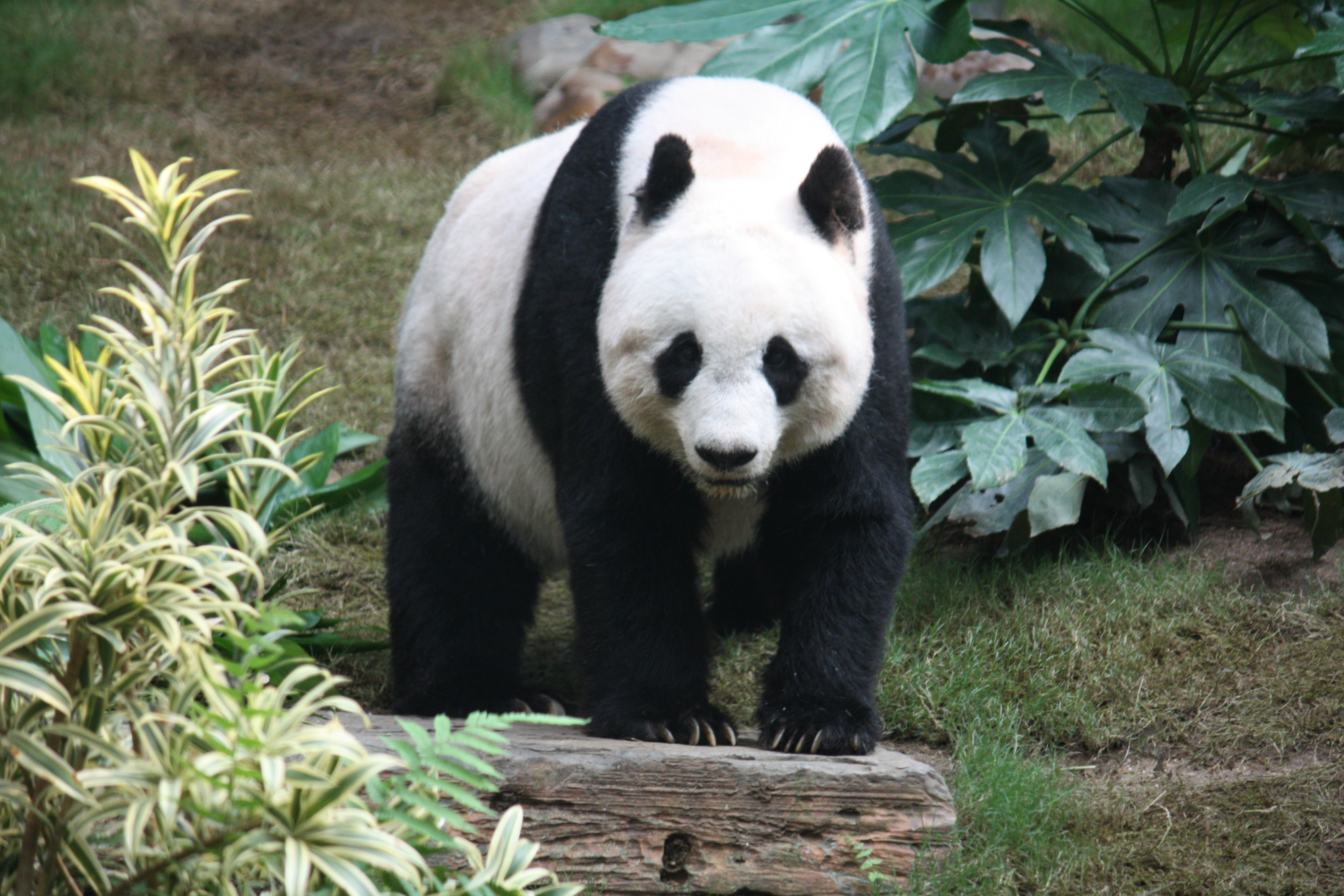
Il panda gigante.

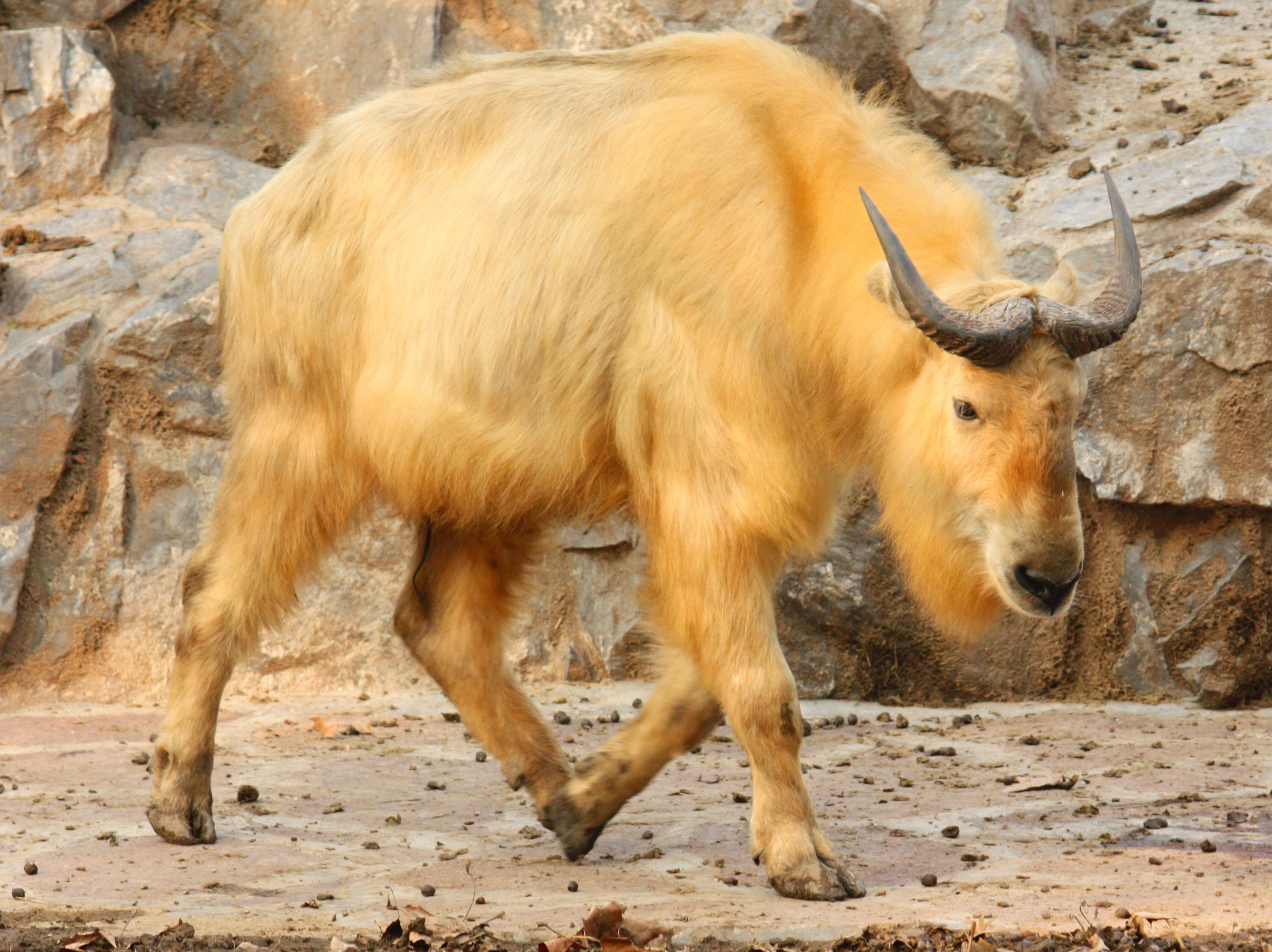
Il takin, abitante delle montagne cinesi.

La maggior parte delle precipitazioni cade in estate, periodo in cui la richiesta idrica delle colture è più elevata. Tuttavia, le piogge estive sono spesso intense. In luglio, con lo spostamento verso nord del fronte meteorologico, la Cina settentrionale è interessata da cicloni più attivi rispetto al sud, e riceve piogge giornaliere che superano spesso i 20 mm, con punte di 25 mm o più. Nel contempo, le regioni a sud del Fiume Azzurro, dominate dalla massa d'aria pacifica tropicale, sperimentano tempo relativamente stabile e precipitazioni meno abbondanti e meno intense. Ad agosto, in generale, le piogge risultano meno intense rispetto a luglio.
Nelle zone costiere sud-orientali, in particolare attorno a Fuzhou e Shantou, eventi estremi possono portare quasi 300 mm di pioggia in un solo giorno, in gran parte dovuti alla frequente incidenza di tifoni. Questi cicloni tropicali interessano la Cina da maggio a novembre, con un picco nei mesi di luglio, agosto e settembre. In maggio, colpiscono prevalentemente la costa a sud di Shantou; da fine giugno si spostano verso nord, raggiungendo l'area tra Shantou e Wenzhou, e da luglio investono anche le zone a nord di Wenzhou. Agosto è il mese con la maggiore incidenza, con oltre un terzo dei tifoni annuali. Dopo settembre, la frequenza diminuisce e il fronte meteorologico si ritira verso sud. In ottobre, i tifoni colpiscono generalmente a sud di Wenzhou, mentre gli ultimi episodi, in novembre e dicembre, interessano l'area a sud di Shantou.

## Flora e fauna

### Flora
La notevole diversità topografica e climatica della Cina ha determinato la presenza di una gamma estremamente ampia di tipi di vegetazione naturali. Il territorio ospita circa 30000 specie di spermatofite, appartenenti a circa 2700 generi, oltre 200 dei quali endemici. Si contano inoltre circa 2500 specie di piante arboree, con rappresentanti di circa il 95% dei tipi noti di latifoglie. Tra le specie arboree di maggiore rilevanza economica figurano l'albero del tung, l'albero della canfora, l'albero della lacca (Rhus verniciflua), l'anice stellato (da cui si ricava un olio aromatico) e il ligustro lucido (Ligustrum lucidum).
La mescolanza di specie tropicali e temperate è favorita da fattori quali l'assenza di barriere topografiche insormontabili tra le fasce climatiche, l'alternanza stagionale dei sistemi di venti e la frequente incidenza di cicloni. La vegetazione della provincia dello Heilongjiang, nel nord, e quella del Guangdong, nel sud, condividono poche specie comuni, ad eccezione di alcune piante erbacee. Nella fascia di taiga lungo il confine settentrionale o sulle alte montagne si rinvengono specie tipiche delle regioni entro il Circolo Polare Artico, mentre nelle aree tropicali meridionali si trovano specie proprie delle zone a sud dell'Equatore. Le foreste tropicali del sud della Cina presentano affinità con quelle dell'Indonesia e di altri Paesi del Sud-est asiatico; la vegetazione desertica e steppica della Cina nord-occidentale è affine a quella di Mongolia e Kazakistan, mentre la taiga lungo la frontiera russo-cinese è sostanzialmente identica a quella siberiana.
In Cina sono rappresentati quasi tutti i principali tipi di vegetazione dell'emisfero boreale, con l'eccezione della tundra polare. Si incontrano paludi di mangrovie lungo le coste del Mar Cinese Meridionale, foreste pluviali nell'isola di Hainan e nello Yunnan meridionale, deserti, steppe, prati, savane, nonché foreste di conifere e di latifoglie sempreverdi e decidue, sia tropicali che temperate.
Il territorio può essere suddiviso, lungo una diagonale ideale sud-ovest/nord-est, in due grandi aree fitogeografiche: il nord-ovest arido e il sud-est umido. L'area tropicale e subtropicale del sud-est è geograficamente più affine all'Asia sud-orientale, mentre il nord-ovest, caratterizzato da condizioni desertiche, presenta vaste superfici coperte da vegetazione rada e xerofila; nelle depressioni e nelle pianure compaiono comunità di piante alofile, particolarmente diffuse in Zungaria, nel Qaidam e nel Gobi. Il margine meridionale del Gobi è bordato da una vasta fascia di praterie.

### Fauna
La varietà di ambienti e la complessità del rilievo hanno favorito lo sviluppo di una fauna estremamente diversificata e la sopravvivenza di specie scomparse in altre aree. Tra i taxa relitti figurano il grande pesce spatola del Fiume Azzurro, l'alligatore cinese (Alligator sinensis), endemico della Cina orientale e centrale, e la salamandra gigante cinese (Andrias davidianus), affine alla salamandra gigante giapponese e alla salamandra alligatore americana. Elevati livelli di diversità faunistica si riscontrano soprattutto nelle catene montuose e nelle vallate del Tibet e del Sichuan; quest'ultima provincia è nota per ospitare il panda gigante (Ailuropoda melanoleuca). Tra le specie tipiche delle zone montane figurano anche il takin (Budorcas taxicolor), numerose specie di fagiani e varie specie di garruli sghignazzanti. La Cina rappresenta inoltre uno dei principali centri di diversificazione della famiglia delle carpe (Cyprinidae) e dei pesci gatto del Vecchio Mondo (Siluriformes).
Le affinità biogeografiche della fauna cinese sono eterogenee. La fauna del Nord-est presenta forti analogie con quella delle foreste siberiane, mentre le steppe settentrionali più favorevoli sono abitate da specie tipiche dell'Asia centrale. Le catene montuose ospitano prevalentemente fauna di tipo paleartico, con un numero significativo di specie e generi endemici. Procedendo verso sud-est, le pianure e le catene montuose fungono da corridoio di transizione tra la fauna temperata paleartica e le comunità tropicali dell'Asia sud-orientale. Nelle province più meridionali prevalgono specie tropicali di rettili, anfibi, uccelli e mammiferi. 